# Geschichte Schweinfurts
Der Raum Schweinfurt hat auf Grund der Furt über den Main, fruchtbarer Böden und seiner zentralen Lage im Heiligen Römischen Reich eine lange Geschichte durch nahezu alle prähistorischen und historischen Epochen Mitteleuropas. Die die Stadt umgebenden Dörfer zählen zu den ältesten Deutschlands (siehe: Dittelbrunn und Schwanfeld).
Schweinfurt war schon in vorgeschichtlicher Zeit besiedelt und wurde 791 als „Suuinfurtero marcu“ erstmals urkundlich erwähnt. Die Markgrafen von Schweinfurt (10. bis 11. Jahrhundert) unterstützten zweimal ostfränkische Könige auf ihrem Weg auf den Kaiserthron, so den ersten römisch-deutschen Kaiser Otto I. Bereits spätestens 1057 endete die große Zeit der Markgrafen, die keine männlichen Nachkommen hatten. Im Machtvakuum in der Reichsmitte entstand das Hochstift Bamberg. Im 12. Jahrhundert wurde einen Kilometer mainabwärts der bisherigen Siedlung (Dorf Altstadt) und des Burgbergs Peterstirn der Markgrafen die Reichsstadt Schweinfurt gegründet, die der heutigen Altstadt entspricht.

## Etymologie
Es ist erwiesen, dass nicht das Schwein der Stadt ihren Namen gab (siehe: Schweinfurt, Etymologie).

## Anfänge

### Urgeschichte
Siedlungsspuren lassen sich innerhalb des heutigen Stadtgebietes an unterschiedlichen, bis zu mehreren Kilometern voneinander entfernten Orten, seit 7500 Jahren nahezu lückenlos nachweisen, von der Linearbandkeramischen Kultur (5500 bis 5000 v. Chr.), der Jungsteinzeit (5500 bis 2200 v. Chr.), der Stichbandkeramik (4900 bis 4500 v. Chr.), der Urnenfelderzeit (1300 bis 800 v. Chr.), der Hallstattzeit (800 bis 450 v. Chr.), bis zur Latènezeit (450 v. Chr. bis zur Zeitenwende).
Siehe auch: Suuinfurtero marcu, Urgeschichte

### Frühgeschichte
Der Name der Wüstung Affeltrach im nordwestlichen Stadtgebiet am Ufer der Wern an der Bellevue, leitet sich wahrscheinlich vom althochdeutschen Wort für Apfelbaum, aphaltar, her. Affeltrach war somit die Siedlung bei den Apfelbäumen. Wahrscheinlich wurde das Dorf bereits in vorchristlicher Zeit gegründet, als germanische Stämme nach Franken vorstießen; die Endung weist jedenfalls auf ein hohes Alter der Siedlung hin. Um 500 v. Chr. ist die Besiedlung durch Kelten nachgewiesen, unter anderem am Biegenbach zwischen dem Stadtteil Bergl und Geldersheim und während der Römischen Kaiserzeit an selber Stelle eine Besiedlung durch Germanen. Aus der Merowingerzeit (5. Jahrhundert bis 751) ist ebenfalls eine Siedlung nachgewiesen.

## Frühmittelalter

### Thüringer und Franken
Die Thüringer beherrschten das nördliche Mainfranken, bevor sie ab dem 6. Jahrhundert von den Franken zurückgedrängt bzw. überlagert wurden. Erste Siedlungen im Raum Schweinfurt wurden von den Thüringern wohl bereits im 5. Jahrhundert gegründet. Ortsnamen mit der Endung -ungen wie Schonungen, Rannungen oder Jeusungen deuten auf thüringischen Ursprung hin. 
Die Anfänge der Schweinfurter Geschichte gehen auf eine einen halben Kilometer mainaufwärts der heutigen Altstadt gelegenen frühmittelalterlichen Stadtwüstung zurück. Sie wird heute Altstadt genannt oder auch Dorf Altstadt, um eine Verwechslung mit der heutigen Altstadt zu vermeiden. Die Franken besiegten die Thüringer 531 und überlagerten daraufhin auch die erste Schweinfurter Siedlung. Damit war auch die Christianisierung verbunden, die in Franken Ende des 7. Jahrhunderts einsetzte.

### Furt über den Main
Die naturgegebene Verbreiterung des Mains bei Schweinfurt mit Nebenarmen und Inseln brachte seit ältesten Zeiten seichtes Wasser. Dies war bereits den Menschen in der Frühzeit bekannt. Nördlich einer Furt liefen überregionale Nord-Süd-Verbindungen zusammen. Sie kreuzten unweit nördlich, in der Schweinfurter Rhön, den Hochweg, später (1195) als Königsstraße recta strata bezeugt. Eine wichtige West-Ost-Verbindung war von Frankfurt am Main über das schweinfurtische Banz nach Böhmen. Einer der ersten Furten oder die erste Furt wird auf Höhe eines Altwassers des Mains, im heutigen Sennfelder Seenkranz vermutet, einem Sumpf- und Quellengebiet.

### Erste urkundliche Erwähnungen
Erstes schriftliches Indiz für die Existenz der Schweinfurter Siedlung ist die Nennung im Codex Edelini des Klosters Weißenburg. Wahrscheinlich wurde damals in „Suinuurde“ bereits Weinbau betrieben. Diese erste sicher datierbare Erwähnung erfolgte im Jahr 791. Hiltrih übereignete einen Besitz in Suuinfurtero marcu dem Kloster Fulda.
Im ersten Jahrtausend gab es zwei weitere urkundliche Erwähnungen des Stadtgebiets, beide im Jahre 951, und zwar der Wüstungen Affeltrach und Hilpersdorf, während die Reichsstadt (heutige Altstadt) erst 1254 urkundlich erwähnt wurde.

### Markgrafschaft Schweinfurt
Bedeutung erlangte Schweinfurt im Jahre 941 mit dem Grafen Berthold als erstem Glied des Hauses der Grafen von Schweinfurt. Die Herkunft der Familie ist umstritten. Schweinfurt lag in der Mitte des Ostfrankenreichs wie auch in der Mitte des nachfolgenden Heiligen Römischen Reichs. Bertholds hauptsächliche Herrschaften lagen jedoch im Nordgau und im Radenzgau, die durch eine Kette von Burgen gesichert waren, der Volkfeldgau enthielt Streubesitz. Dadurch nahm er eine wichtige Position im zentralen Reichsgebiet, dem Herzogtum Franken, ein. Berthold gab dem König des Ostfrankenreichs Otto I. (936–973), der 962 römisch-deutscher Kaiser wurde, gegen aufständische Stammesherzöge wertvolle Waffenhilfe. Als Dank erhielt Berthold von Otto I. die Grafschaften für den Volkfeld- und den Radenzgau sowie die Markgrafschaft des Nordgaus, in etwa die heutige Oberpfalz. Dadurch war er und ab 980 sein Sohn Heinrich der mächtigste weltliche Adelige auf dem Gebiet des heutigen Nordbayerns. Der Machtbereich erstreckte sich bis in den Bayerischen Wald. Die Hauptburg war zunächst Sulzbach im Nordgau, weshalb die Adelsgeschlechtbezeichnung von Schweinfurt eigentlich erst auf Otto, den Sohn von Heinrich, zutrifft.

### Schweinfurter Fehde
Später unterstützte Graf Heinrich, von den Geschichtsschreibern zur Unterscheidung mit einem Kinderrufnamen „Hezilo“ genannt, den ostfränkischen König Heinrich II. (1002–1024, ab 1014 römisch-deutscher Kaiser) bei der Königswahl 1002 und bekam dafür die Herzogswürde von Baiern zugesagt. Nach der Wahl löste jedoch Heinrich II. (HRR) das Versprechen nicht ein. Daraufhin kam es 1003 zur sogenannten Schweinfurter Fehde. Graf Heinrich verlor dieses schlecht vorbereitete Unternehmen, verlor seinen gesamten Besitz, die Königsgüter im Rangau sowie die Grafschaften in Volkfeld-, Radenz- und Nordgau und flüchtete zum Herzog von Polen, Boleslaw Chobry, seinem Verbündeten. Die entzogenen Königsgüter bildeten den Kern des neuen Bistums Bamberg, das unmittelbar darauf von Heinrich II. gegründet und 1007 von Papst Johannes XVIII. bestätigt wurde. Nach Verhandlungen über Vermittler stellte sich Graf Heinrich und wurde von König Heinrich auf Burg Giebichenstein gefangen gesetzt. Nach intensiver Fürsprache, z. B. durch Bischof Gottschalk von Freising am 8. September 1004 in einer Predigt vor dem König, begnadigte er ihn ca. ein Jahr später (1004). Ob Graf Heinrich tatsächlich seine königlichen Lehen ganz verlor oder sie großteils restituiert wurden, ist umstritten. Die gräfliche Klosterburg in Schweinfurt war jedoch durch das persönliche Engagement von Graf Heinrichs Mutter Eila von Walbeck (siehe Die Grafen von Walbeck) von den beiden Gesandten des Königs, Bischof Heinrich von Würzburg und Abt Erkanbald von Fulda, nur symbolisch beschädigt worden. Es ist davon auszugehen, dass sie ihr Versprechen, die Schäden nach einer Begnadigung auf eigene Kosten wieder zu beheben, gehalten haben.
Hezilo behielt jedoch unumstritten seinen Besitz um den Burgberg Peterstirn, wo um 1015 Eila unterhalb der Burg ein Nonnenkloster stiftete. Nach einigen Besitzwechseln wurde das Frauenkloster um 1055 in ein Benediktinerkloster namens Stella Petri (zu deutsch Peterstern) umgewandelt, worauf im Laufe der Zeit Peterstirn wurde.

## Hochmittelalter

### Aussterben der Markgrafen

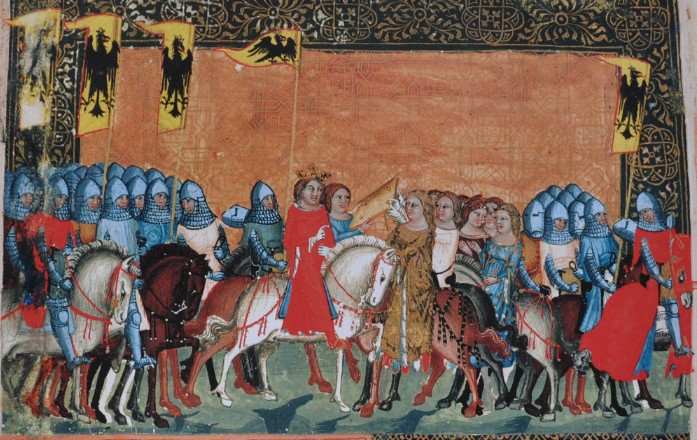
Judith von Schweinfurt (Mitte) br />(Darstellung aus dem 14. Jahrhundert)

Hezilos Sohn Otto von Schweinfurt wurde von König Heinrich III. (1039–1056) zum Herzog von Schwaben (Otto III.) ernannt. Eine seiner zahlreichen Töchter, Judith von Schweinfurt, wurde zu einer zentralen Figur der Alt-Schweinfurter Stadtgeschichte, mit der sich historische Überlieferungen und Legenden verbinden. Sie soll in zweiter Ehe Königin von Ungarn geworden sein und fand ihre letzte Ruhestätte im Veitsdom in Prag.
Otto von Schweinfurt heiratete aus reichspolitischen Gründen eine Tochter des Markgrafen Ulrich Manfred von Turin (Manfred von Susa), womit Verbindungen der Reichsteile nördlich und südlich der Alpen gestärkt werden sollten. Nach Otto starb das Geschlecht im Mannesstamm 1057 aus und spätestens dieses Jahr markiert das Ende der bedeutenden Rolle der Markgrafen von Schweinfurt. Das Gut um Schweinfurt erbte Ottos Tochter Beatrix. Der Besitz bestand damals aus der Burg auf der Peterstirn und dem Dorf Altstadt. Beatrix’ letzter männlicher Nachkomme, der Fürstbischof von Eichstätt Eberhard I. von Hildrizhausen, vermachte 1112 seinen Besitz um Schweinfurt dem Hochstift Eichstätt. Dadurch kam Schweinfurt bis zur späteren Reichsunmittelbarkeit als Freie Reichsstadt unter geistliche Herrschaft. 1263/65 wurde das heruntergekommene Benediktinerkloster an der Peterstirn samt Dorf auf Betreiben des Würzburger Bischofs Iring von Reinstein-Homburg dem Deutschen Orden übergeben.

### Aufstieg zur Reichsstadt

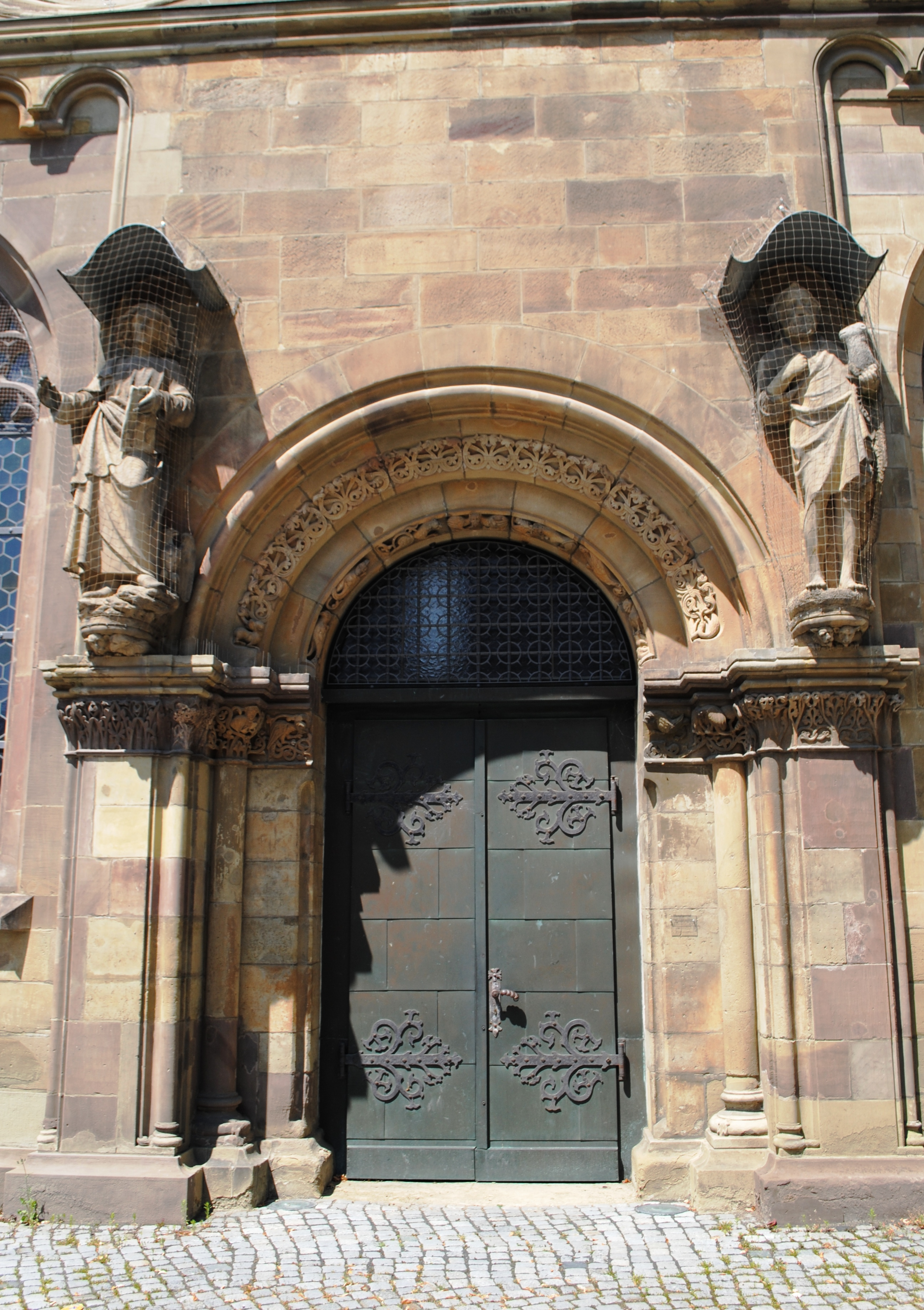
St. Johannis, ältestes bestehendes Gebäude der Reichsstadt; Brauttor, romanisch (1240)

Zu den Anfängen der Reichsstadt aus dem 12. Jahrhundert einen halben Kilometer mainabwärts (westlich) von Suuinfurtero marcu gibt es unterschiedliche Ansichten, die von einem allmählichen Aufbau bis zu einer geplanten Civitas Imperii (Reichsstadt), also einer Gründungsstadt, durch Kaiser Friedrich I. Barbarossa unter Verwendung von vorhandenem Königsgut reichen. Die klassische mittelalterliche Stadtanlage mit Straßenkreuz am Marktplatz, vier Vierteln und vier Stadttoren, zeugt von einem planmäßigen Aufbau. An dieser neuen Stelle der Stadt konnten die Furt über den Main und die Straßen nach Frankfurt, zum Obermain und nach Erfurt besser kontrolliert werden.

### Erstes Stadtverderben und Stadtrechte
Im Kampf um die Vorherrschaft in Mainfranken zwischen den Hennebergern und dem Bischof von Würzburg wurde die Stadt zwischen 1240 und 1250 zerstört („Erstes Stadtverderben“). Es ist jedoch umstritten, ob diese Zerstörung noch die alte Siedlung betraf und somit ein Grund für den Neuaufbau einer Stadt an der weiter westlich gelegenen heutigen Stelle war oder ob die Zerstörung bereits dort stattfand. In einem Brief König Wilhelms von Holland vom 9. Januar 1254 heißt es, Schweinfurt sei früher Reichsstadt gewesen („...Swinforde, que olim imperii civitas fuerat“). Es bleibt unklar, ob jemals der Stadt Rechte entzogen wurden oder ob nur auf die Stadtzerstörung Bezug genommen wurde. Jedoch ist dieser Brief der erste urkundliche Nachweis von Schweinfurt als Reichsstadt und somit auch als Ort mit Stadtrecht.
Siehe auch: Suuinfurtero marcu, Früh- und Hochmittelalter

## Spätmittelalter

### Hennebergisches Schweinfurt
Die erste (innere) Stadtbefestigung der neuen Stadt wurde errichtet, deren Verlauf im Süden entlang des Mains und im Osten entlang des Tals des Marienbachs identisch mit späteren Befestigungsanlagen ist, die am Mariental heute noch weitgehend erhaltenen sind. Diese erste Stadtmauer wurde erstmals urkundlich in einem Vergleich vom 17. Februar 1258 zwischen den Grafen von Henneberg und dem Würzburger Bischof Iring von Reinstein-Homburg erwähnt.

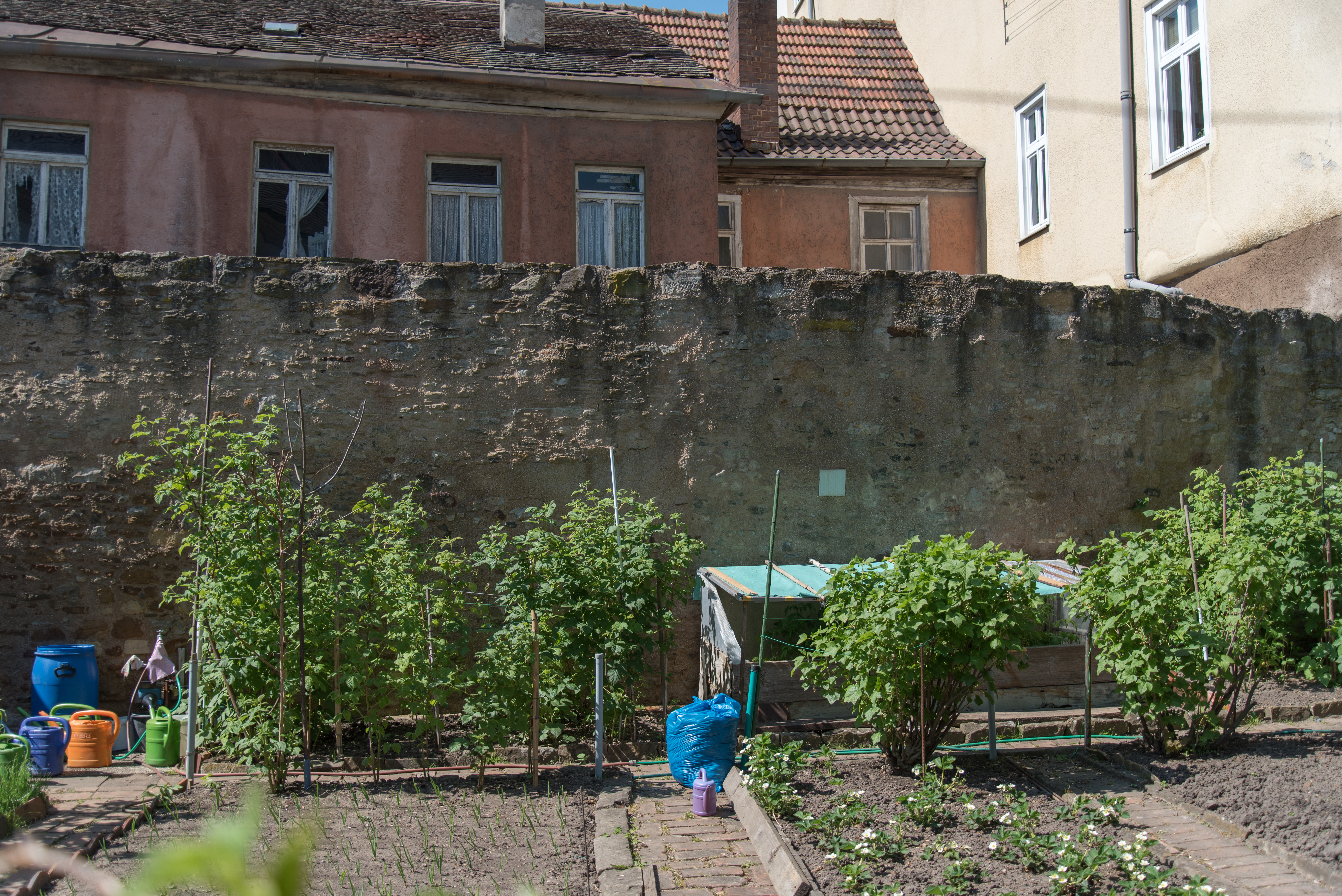
Zürch: Befestigungsmauer der Reichsburg, dahinter das älteste bestehende Bürgerhaus der Stadt

Um 1200 wurde in der neuen Stadt mit dem Bau der Johanniskirche begonnen, des ältesten erhaltenen Bauwerks Schweinfurts und außen ein Friedhof angelegt. 1237 war der Nordturm vollendet, auf den Südturm verzichtete man.
1263 wurde das Mönchskloster in der ehemaligen markgräflichen Burg in eine Kommende des Deutschen Ordens umgewandelt. 1282 wurde Schweinfurt von Rudolf von Rudolf von Habsburg (1273–1291) als Reichsstadt bestätigt. Durch Verpfändung kam 1309 Schweinfurt an die Henneberger, die von 1310 bis 1427 eine Reichsburg im Stadtteil Zürch unterhielten (Hennebergische Reichsburg Schweinfurt). Die Gefahr, dem Reich auf Dauer entfremdet zu werden, konnte nur durch Selbstauslösung (1361/1385) unter großen finanziellen Opfern gebannt werden. Nach der Auslösung trat die Stadt dem Schwäbischen Städtebund bei.
In der Folge stärkten zahlreiche königliche Privilegien die Kommune in rechtlicher und wirtschaftlicher Hinsicht. So wurde 1397 durch König Wenzel (1376–1400) die Erlaubnis für Wasserbauten und eine Brücke über den Main erteilt und im gleichen Jahr das Privileg der Zollfreiheit erworben. Das Recht, eine jährliche Messe abzuhalten, die am 11. November beginnen und 17 Tage dauern sollte, erwarb die Stadt 1415 von König Sigismund (1411–1437).

### Aufbau eines Territoriums
| |                                                                                    |
| \| Reichsstadt Schweinfurt (evang.) Reichsdörfer (evang.) Reichsritterschaften (evang.) \| Grafen von Schönborn (kath.) Deutscher Orden (Brönnhof) Hochstift Würzburg (kath.) \| |                                                                                    |
| Reichsstadt Schweinfurt (evang.) Reichsdörfer (evang.) Reichsritterschaften (evang.)                                                                                             | Grafen von Schönborn (kath.) Deutscher Orden (Brönnhof) Hochstift Würzburg (kath.) |

1436 wurde die unmittelbar südwestlich an die Stadtmauer grenzende alte Fischersiedlung Fischerrain, deren Ursprünge im Dunkel der Geschichte liegen, in die Stadt eingegliedert. Auf Grund positiver wirtschaftlicher Entwicklung konnte die Stadt von den Brüdern Karl und Heinz von Thüngen am 26. Februar 1436 den südwestlich gelegenen Vorort Oberndorf für 5.900 Gulden erwerben. 1436/37 erhielt der Rat der Stadt vom Deutschen Orden für 18.000 Gulden die Burg auf der Peterstirn sowie das zugehörige Landgebiet mit den Dörfern Altstadt, Hilpersdorf, Zell und Weipoltshausen sowie den Höfen Deutschhof und Thomashof. Dazu gehörten auch die beiden Exklaven Ottenhausen und Weipoltsdorf. Das reichsstädtische Territorium wurde 1620 mit Madenhausen ergänzt. Die Einwohner dieser Ortschaften waren Untertanen der Reichsstadt (Beisassen) und besaßen in der Regel kein Bürgerrecht. Durch die Zuerwerbe hatte das Territorium der Reichsstadt von Südwesten nach Nordosten eine Ausdehnung von 17 km. Dadurch war von der Stadt Schweinfurt über den Ritterkanton Baunach ein nahezu durchgehender protestantischer Korridor durch die Hochstifte Würzburg und Bamberg ins protestantische Herzogtum Sachsen entstanden.

## Frühe Neuzeit
Der Fränkische Reichskreis (ursprüngliche Bezeichnung: Reichskreis Nummer 1) konstituierte sich im Jahr 1517. Der erste Kreistag fand in Schweinfurt statt.

### Bauernkrieg
Das Territorium des Hochstifts Würzburg befand sich seit April 1525 fast vollständig in der Hand aufrührerischer Bauern. Die Stadt Schweinfurt stellte sich auf ihre Seite und unterstützte sie mit Mannschaften und Lebensmitteln. Am 17. Mai 1525 wurde durch Betreiben Schweinfurts das Schloss Mainberg des Grafen Wilhelm von Henneberg durch den Bildhäuser Haufen zerstört. Das Heer des Schwäbischen Bundes hatte Anfang Juni den Würzburger Raum von den Aufständischen zurückerobert und traf am 12. Juni 1525 mit 15.000 Mann in Schweinfurt ein. Die Stadt wurde zur Aufkündigung des Bündnisses mit den Aufständischen gezwungen und musste für den Wiederaufbau des Schlosses Mainberg 4566 Gulden und für allgemeine Brandschatzung pro Haus 10 rheinische Gulden leisten.

### Zweites Stadtverderben

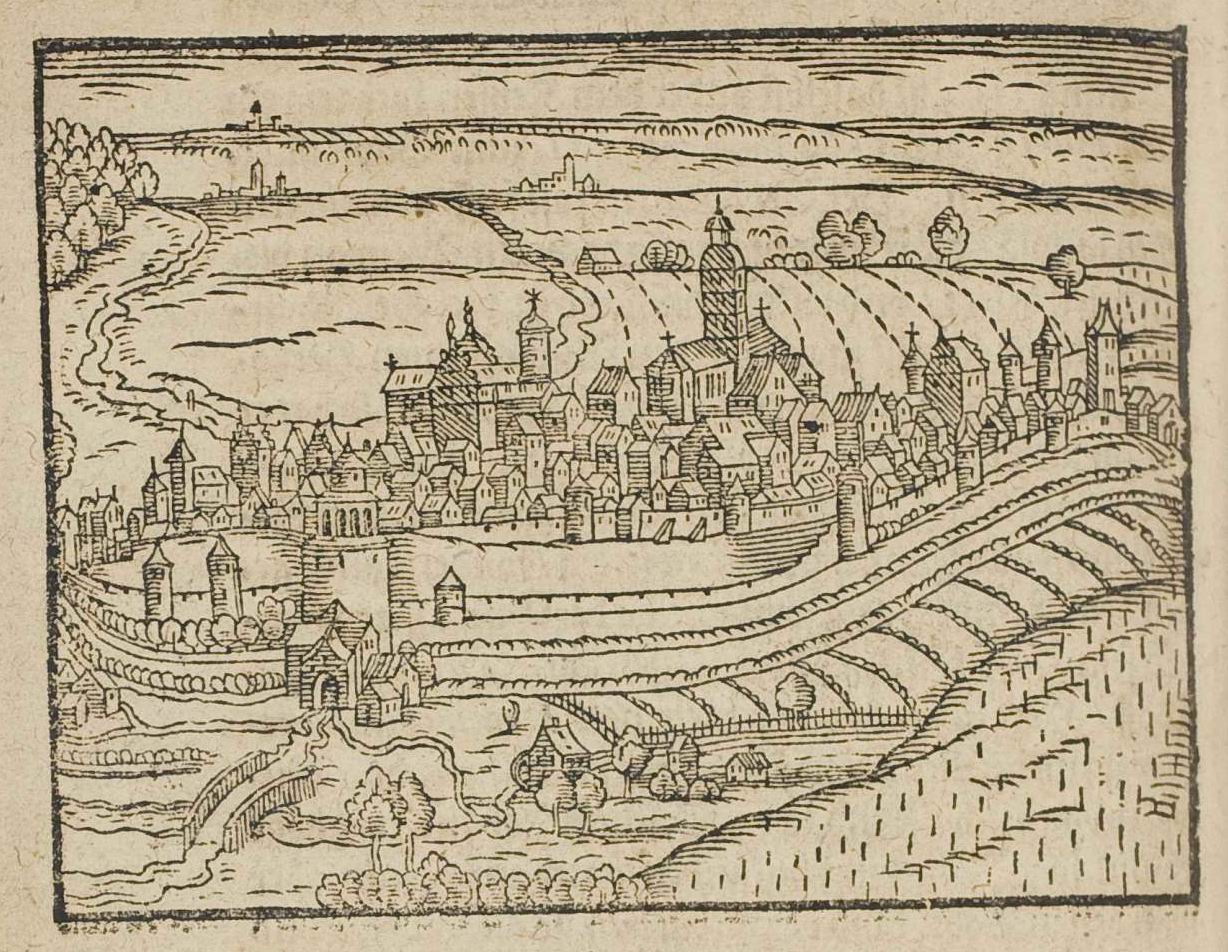
Wiederaufgebaute Stadt 1593

Am 22. Mai 1553 wurde Schweinfurt im Zweiten Markgrafenkrieg durch Markgraf Albrecht II. Alcibiades erstmals besetzt. Vom 1. bis 23. Juni 1553 wurde es (auch unter Beteiligung von Reisigern etwa aus Neustadt an der Aisch am 17. Juni) von den Truppen Braunschweigs, Kursachsens und Würzburgs erstmals belagert und beschossen. Der große Angriff auf die Stadt erfolgte im darauffolgenden Jahr ab dem 27. März 1554. Die Bundestruppen schossen die Stadt innerhalb von zehn Wochen sturmreif und hungerten sie aus. Der Markgraf ließ am Abend des 12. Juni 1554 seine Truppen vor der Übermacht seiner Gegner abziehen. Dadurch war die Stadt ohne Schutz. Noch bevor der Rat mit den Bundestruppen Verhandlungen aufnehmen konnte, wurde die Stadt am Morgen des 13. Juni 1554 geplündert und in Brand gesetzt. Die bereits durch Hunger und Seuchen dezimierte Bevölkerung floh in Scharen ins Umland.

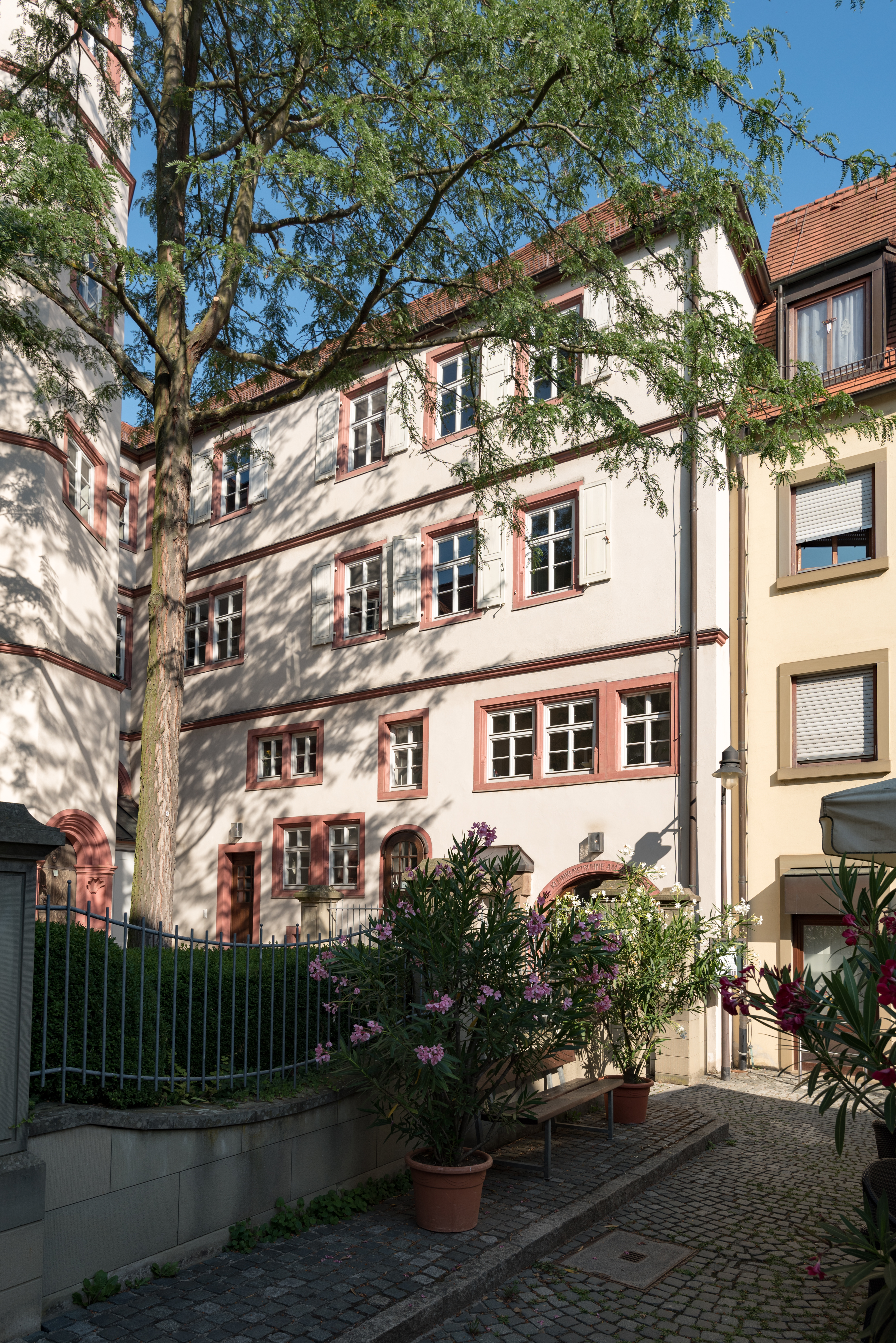
Renaissance-Bürgerhaus Petersgasse (1611)

Die auf Rache bedachte Landbevölkerung, die im Krieg viel zu leiden hatte und Schweinfurt die Schuld gab, drang nach dem Abzug der Bundestruppen am gleichen Tag in die Stadt ein und vollendete das Zerstörungswerk. Dies ging als „Zweites Stadtverderben“ in die Stadtgeschichte ein (siehe: Erstes Stadtverderben und Stadtrechte).
Der Wiederaufbau zog sich bis 1615 hin. In dieser Form blieb die Altstadt, mit Ausnahme später modernisierter Befestigungsanlagen, bis ins frühe 19. Jahrhundert fast unverändert. Lediglich im 18. Jahrhundert wurden viele zweigeschossige Bürgerhäuser um eine Etage aufgestockt. Zeugnisse des Wiederaufbaus nach dem Zweiten Stadtverderben sind die Renaissance-Bauten Rathaus, Altes Gymnasium und Zeughaus sowie der wiederaufgebaute Ebracher Hof und die Hofanlage Metzgergasse 16.

### Reformation und Dreißigjähriger Krieg
1542 schloss sich Schweinfurt der Reformation an und 1609 trat die Stadt der Protestantischen Union bei (siehe Evangelisch-lutherisch). „Schweinfurt gerät immer wieder zwischen die Fronten der großen Politik – als Vorreiterin der Reformation seit 1542 mitten im katholischen Kernland hat sich die Stadt den Status des Brennpunkts sozusagen selbst ausgesucht.“ Durch die Gegenreformation von 1585 bis 1603 im Bistum Würzburg, Bistum Bamberg und Bistum Fulda wandten sich viele wohlhabende protestantische Familien nach Schweinfurt. Der Prominenteste von ihnen war Balthasar Rüffer, von 1585 bis 1587 Oberbürgermeister von Würzburg.
Im Dreißigjährigen Krieg wurde Schweinfurt häufig von den Truppen der Kriegsparteien besetzt. Im Oktober 1631 kam der schwedische König Gustav Adolf in die Stadt und ließ eine schwedische Besatzung zurück. Drei Jahre später, im Oktober 1634, brachten die Kaiserlichen unter Ottavio Piccolomini einen Monat nach ihrem Sieg in der Schlacht bei Nördlingen die schwedische Besatzung zur Übergabe und besetzten die Stadt für das nächste Jahrzehnt. Nach dem Waffenstillstand von Ulm zwischen Schweden und Bayern im Frühjahr 1647 kehrten kurz vor Ende des Krieges noch einmal die Schweden unter dem Generalfeldmarschall Carl Gustaf Wrangel zurück, der die Stadt im April für acht Tage belagern ließ, bis sich die kaiserliche Garnison unter Hieronymus von Lodron ergab. Wrangel errichtete zeitweise sein Hauptquartier in Schweinfurt am Rossmarkt. Die Stadtmauer ließ er zu einer modernen Befestigungsanlage mit vorgelagerten Schanzen ausbauen. Beim Umbau des Ernst-Sachs-Bades zur Kunsthalle Schweinfurt stieß man auf einen Teil der Naturheilschanze von Wrangel, die in die Ausstellungsräume integriert wurde. Im Dreißigjährigen Krieg wurde die Stadt nicht zerstört und kaum beschädigt. 
Siehe auch: Schweinfurter Stadtbefestigung und Ringanlagen

### Versuch einer Universitätsgründung

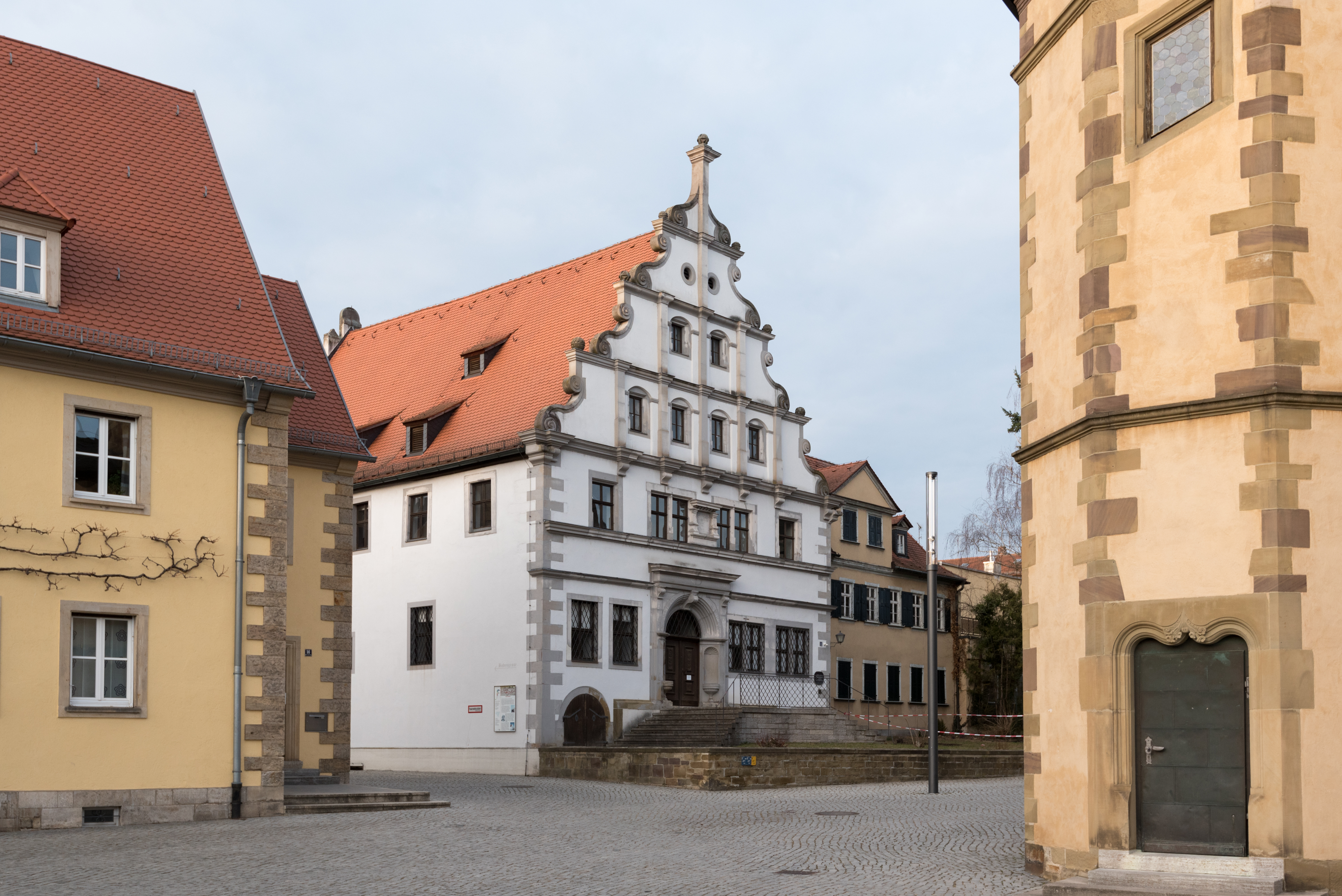
Altes Gymnasium, erstes Domizil des Gymnasiums Gustavianum

Die Reichsstadt Schweinfurt war eine humanistische und protestantische Insel innerhalb des Hochstifts Würzburg und in Nachbarschaft zum Hochstift Bamberg, auf der ein enormer politischer Druck lag. Knapp hundert Jahre nachdem in Schweinfurt 1652 die Deutsche Akademie der Naturforscher Leopoldina (heute Nationale Akademie der Wissenschaften) gegründet worden war, fand in Würzburg die letzte Hexenverbrennung statt.
Auf Weisung des schwedischen Königs Gustav II. Adolf wurde 1632 in Schweinfurt das Gymnasium Gustavianum, das heutige Celtis-Gymnasium, gegründet. Zudem wollte Gustav Adolf in der Stadt als protestantischen Gegenpol zum Hochstift Würzburg eine Universität gründen. Er nahm im Dreißigjährigen Krieg dem Hochstift Ländereien weg und schenkte sie der Reichsstadt zur Finanzierung der Eliteschule. Das Vorhaben wurde durch seinen Tod 1632 in der Schlacht bei Lützen vereitelt.
1656 wurde die Reichsritterschaft des Ritterkantons Rhön-Werra mit seiner Kanzlei in Schweinfurt zum größten fränkischen Ritterkanton.

### 18. Jahrhundert
Im 18. Jahrhundert gab es in der Reichsstadt keine kriegerischen Auseinandersetzungen. Jedoch hatte sie öfters unter dem Durchzug unterschiedlicher Truppen zu leiden, die sich verpflegen, ausstatten oder finanzieren ließen. Wirtschaftlicher Aufschwung wurde durch finanzielle Altlasten, gesetzliche Überregulierung und Korruption des Stadtrates stark gehemmt. Der wichtige örtliche Weinbau wurde 1760 durch die Einführung des Kaffees in der Stadt zurückgedrängt. Von 1770 bis 1772 verhängte das die Reichsstadt umgebende Hochstift Würzburg eine Fruchtsperre gegenüber Schweinfurt, was zu einer Teuerung führte. Ende des 18. Jahrhunderts wies der Stadtrat, aus Sorge an Bedeutung zu verlieren, das Ansinnen aus Wien ab, das Reichskammergericht von Wetzlar nach Schweinfurt zu verlegen, was zu Protesten der Bevölkerung führte.
Das Jahr 1777 markiert den Beginn der Industrialisierung der Stadt durch die Errichtung einer Bleiweißmühle von J. W. Schmidt. Weitere fabrikähnliche Anlagen dieser Art entstanden an der Bellevue und im benachbarten Vorort Niederwerrn.

## Späte Neuzeit

### Königreich Bayern

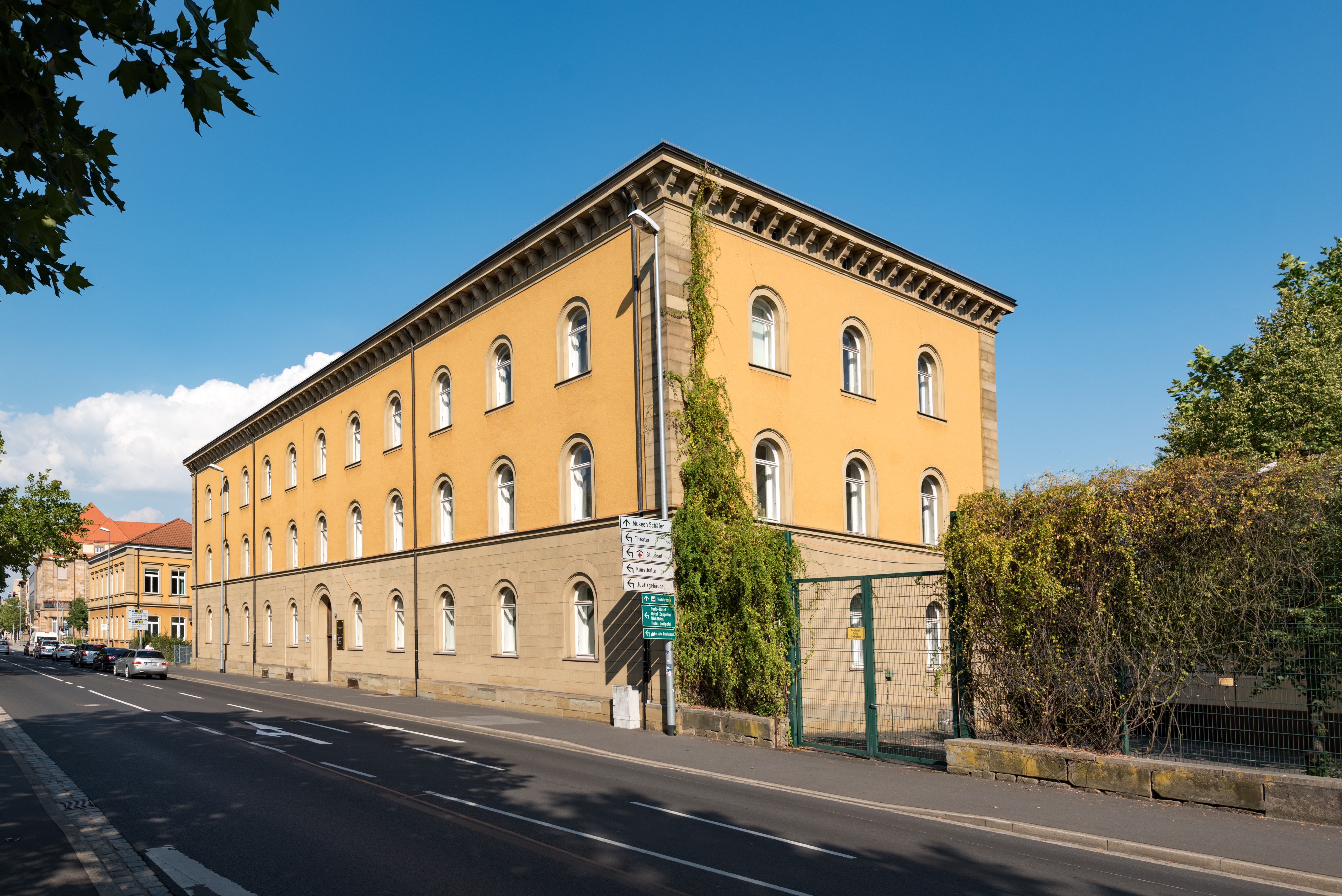
Bayerischer Klassizismus (1855)
in der heutigen Gunnar-Wester-Straße

Durch den Reichsdeputationshauptschluss kam Schweinfurt 1802 zu Bayern. 4000 Menschen demonstrierten am Roßmarkt gegen den Anschluss. Oberstleutnant Joseph von Cloßmann nahm die Stadt am 6. September 1802 für Bayern in Besitz. Damit verlor Schweinfurt seine Reichsfreiheit. Die zum reichsstädtischen Territorium gehörenden Dörfer Oberndorf, Zell, Weipoltshausen und Madenhausen wurden ausgegliedert. Dadurch verlor die Stadt über die Hälfte ihres Gebietes.
Eine zwischenzeitliche Zugehörigkeit zum Großherzogtum Würzburg ab 1810 blieb eine folgenlose Episode, bis schließlich die Stadt 1814 an das bereits 1806 gegründete Königreich Bayern kam. Schweinfurt war nun endgültig bayrisch, was sich nach reichsstädtischer Misswirtschaft seit dem 18. Jahrhundert, mit Aufständen der Bürger, als wirtschaftlich vorteilhaft erwies.
1852 erfolgte mit der Eröffnung der Ludwigs-Westbahn von Bamberg zum Stadtbahnhof der Anschluss ans Eisenbahnnetz. Dadurch wurde das Gebiet der ersten Siedlung der Stadt nach 700 Jahren wieder bebaut. Die Bahnstrecke wurde danach nach Würzburg (1854) und Aschaffenburg weitergebaut. Mit dem Bau der Linien nach Bad Kissingen (1871) und Meiningen (1874) wurde Schweinfurt Eisenbahnknotenpunkt. 1874 wurde 3 km westlich des Stadtbahnhofs ein großer Rangier- und Centralbahnhof errichtet, der heutige Hauptbahnhof. Danach kamen die Nebenlinien nach Kitzingen mit dem Bahnhof Schweinfurt Sennfeld sowie nach Gemünden hinzu.
Schweinfurt entwickelte sich jedoch, anders als die Nachbarn Würzburg und Gemünden, nicht zu einer Eisenbahnerstadt. Die Bahn als Arbeitgeber spielte stets eine untergeordnete Rolle, was sich bis heute positiv aufs Stadtbild auswirkt. Der Centralbahnhof wurde in weit vorausschauender Weise inmitten von Feldern auf Oberndorfer Gemarkung als Personen- und Güterbahnhof angelegt, als die Stadt kaum über die mittelalterlichen Mauern hinausgewachsen war mit dem Ziel, möglichst viel Raum für die erwartete Industrialisierung um den Bahnhof zu lassen, die bis Ende der 1930er Jahre dort auch erfolgt war. Die relativ große Entfernung vom Centralbahnhof zur Innenstadt wurde ab 1895 mit der ersten kommunalen Straßenbahn Bayerns, der Straßenbahn Schweinfurt, einer Pferdebahn, überbrückt. 1906 wurde der Centralbahnhof in Hauptbahnhof umbenannt.
Durch die Industrialisierung hatte Schweinfurt zwischen 1840 (7.700) und 1939 (49.700 Einwohner) prozentual mit 635 % nach Nürnberg das zweithöchste Bevölkerungswachstum aller fränkischen Städte. An die Zeit Schweinfurts im Königreich Bayern erinnern noch Straßen- und Brückennamen, wie Luitpoldstraße, Maxbrücke und Ludwigsbrücke.
Vor Ausbruch des Ersten Weltkrieges wurde im Stadtwald, nördlich des heutigen Stadtteils Deutschhof, ein Truppenübungsplatz angelegt, der infolge des Kriegsausbruchs nie benutzt wurde.

### Zwischenkriegszeit
Nach Ausrufung der Münchner Räterepublik 1919 kam es in Schweinfurt zu Schusswechseln mit einigen Toten. 1921 wurde der Betrieb der Schweinfurter Straßenbahn infolge der Krisenzeit nach dem Ersten Weltkrieg eingestellt und ab 1925 durch Linienbusse ersetzt. Im Gegensatz zu vielen anderen Städten waren die 1930er Jahre in Schweinfurt eine der wichtigsten Epochen der Stadtentwicklung. Die Mitarbeiterzahl der metallverarbeitenden Großfirmen stieg bis 1939 auf 20.700 an. Dadurch kam es zu einem Bauboom und die Weichen für die moderne Stadtentwicklung wurden gestellt. Die Stadtplanung aus den 1920er Jahren für eine neue, weitreichende Bebauung entlang der Niederwerrner Straße wurde modernisiert und die Stadt weitläufig im Nordwesten mit Wohnvierteln und im Südwesten mit Anlagen für die Großindustrie bebaut. In der Zwischenkriegszeit entstanden das St.-Josefs-Krankenhaus der katholischen Erlöser-Schwestern (1929), das Städtische Krankenhaus (1930), das Ernst-Sachs-Bad (1932), die Hauptverwaltung der Fichtel & Sachs AG (1933) und das Willy-Sachs-Stadion (1936). Seit 1936 ist Schweinfurt Garnisonsstadt. Im Zuge der vom NS-Regime betriebenen Aufrüstung der Wehrmacht wurde an der Niederwerrner Straße die große Panzerkaserne errichtet.
Siehe auch: Schweinfurter Industriegeschichte

### Zweiter Weltkrieg (Drittes Stadtverderben)

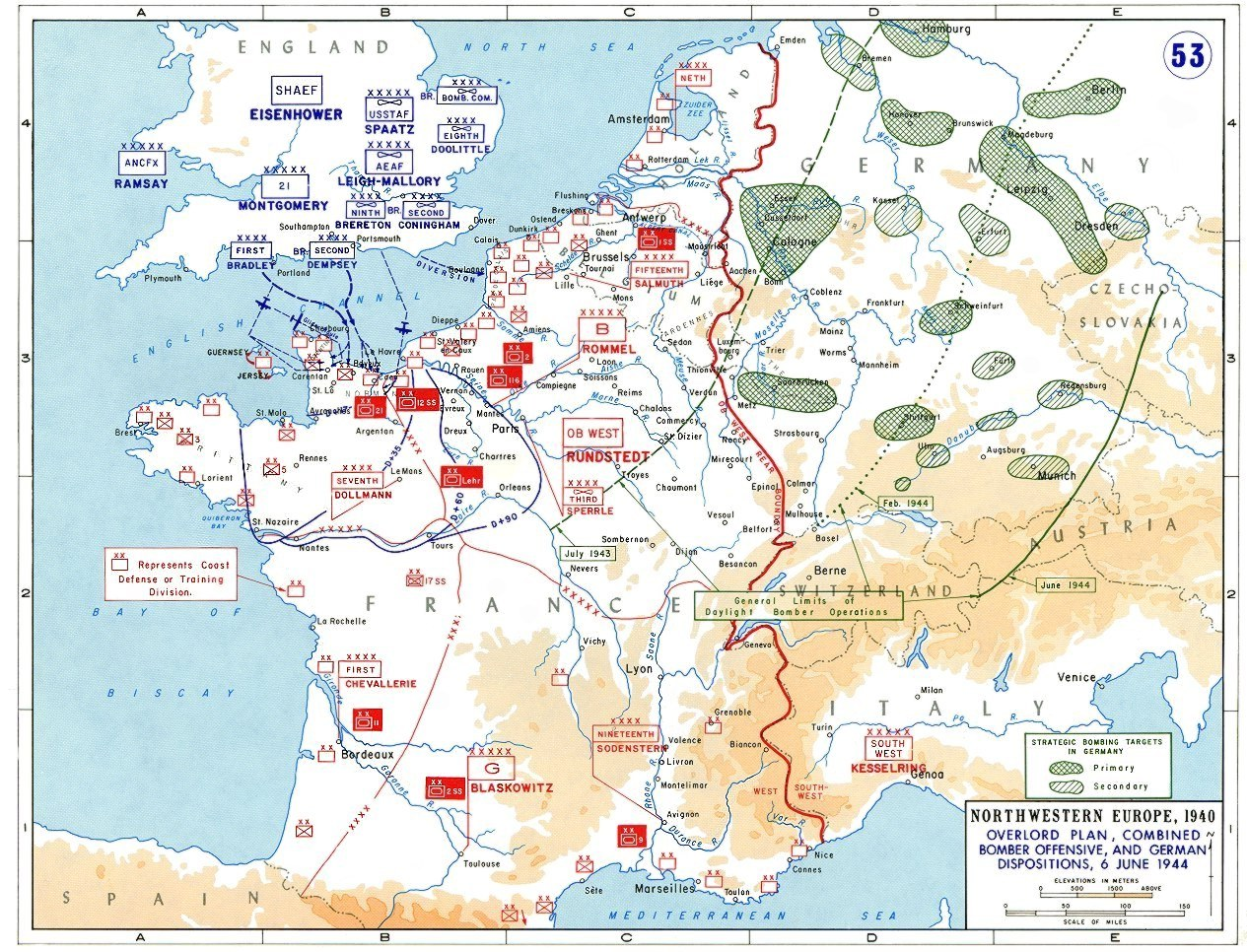
Overlord-Plan mit kombinierter Bomberoffensive Juni 1944:
Schweinfurt (karierte Schraffur in der deutschen Mitte) war das einzige primäre Angriffsziel (Primary) der Alliierten in Bayern

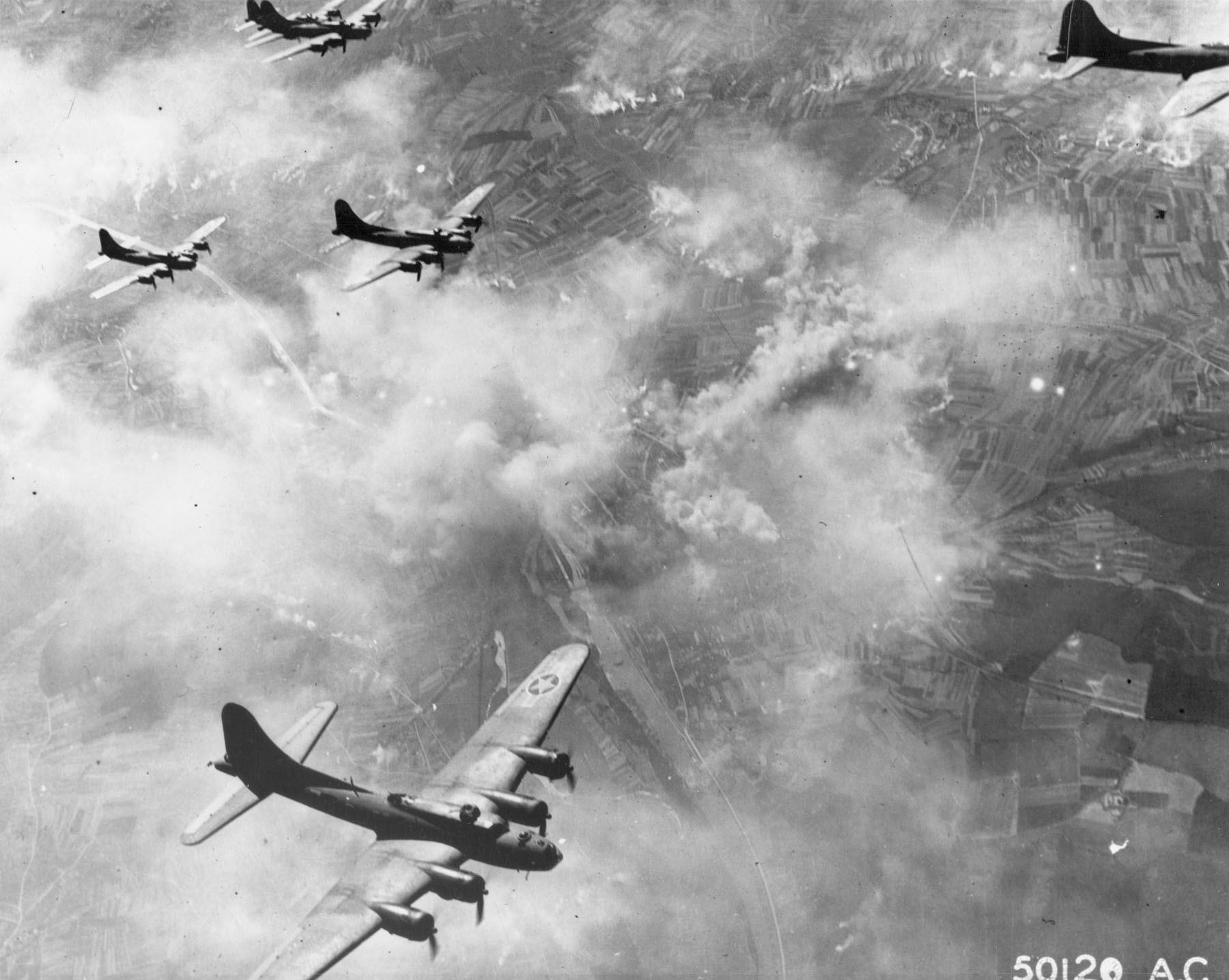
Erster (amerikanischer) Angriff auf Schweinfurt mit einer Boeing B-17 Formation am 17. August 1943

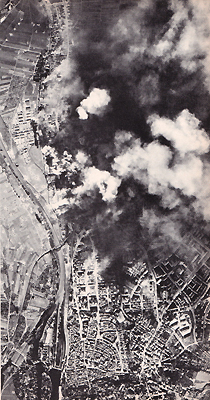
Amerikanischer Luftangriff auf das Industriegebiet 1943

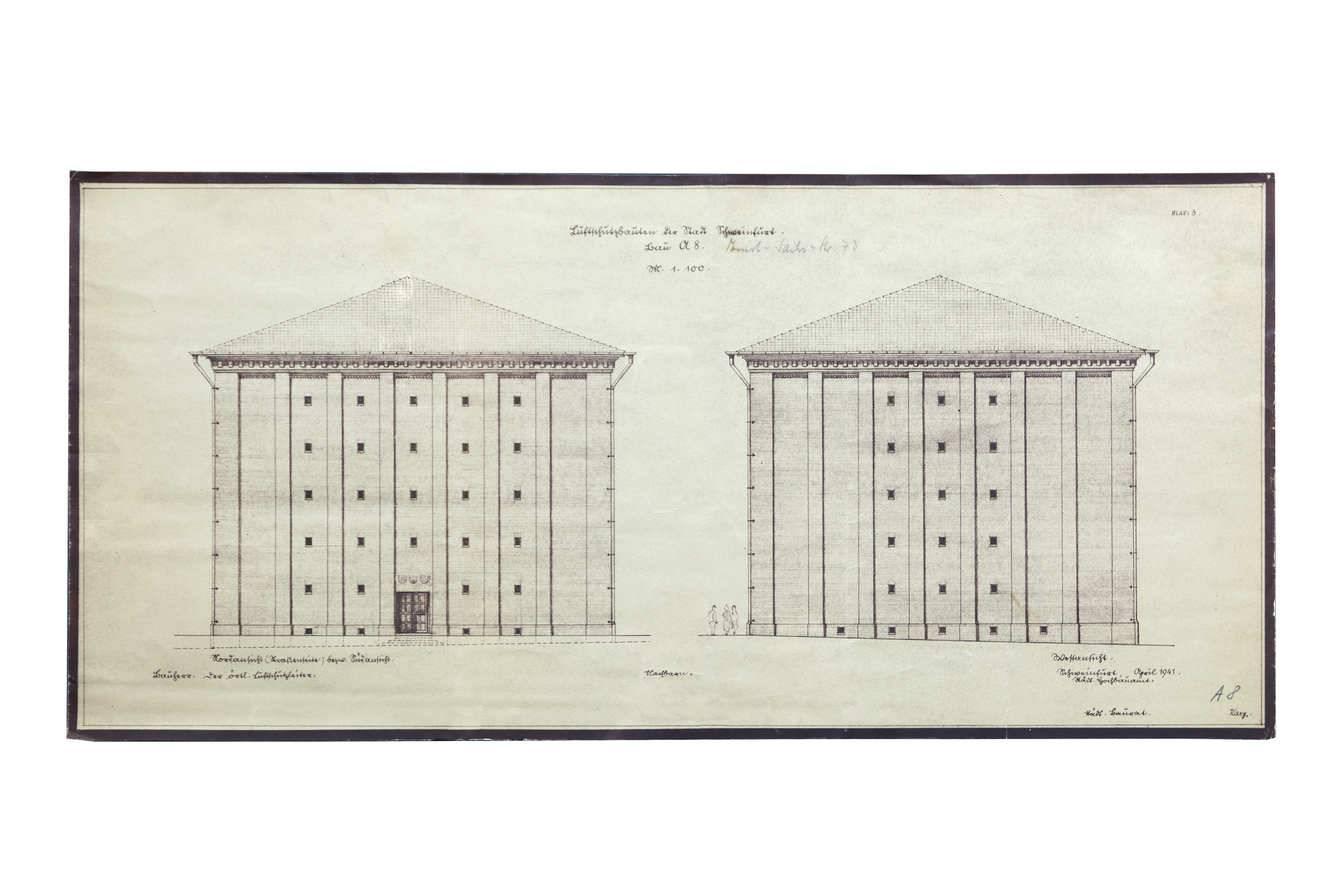
Bauplan des Hochbunkers A 8,
heute Deutsches Bunkermuseum

Der Luftkrieg über Schweinfurt unterschied sich von den anderen Städten. Die angreifenden Bomberverbände erlitten ungewöhnlich hohe Verluste. Die örtliche kriegswichtige Wälzlagerindustrie war eine Schlüsselindustrie, da ohne Wälzlager kein Panzer fahren oder Flugzeug fliegen kann. Albert Speer, ab 1942 Reichsminister für Bewaffnung und Munition, sagte, dass bei Ausfall der Schweinfurter Industrie der Krieg zwei Monate später zu Ende gewesen wäre. Die Stadt hatte deshalb die beste Luftverteidigung Deutschlands. Die Eisenbahnflak, Batterien schwerer Flaks auf Waggons, war u. a. auf der Bahnlinie nach Erfurt westlich der Stadt postiert, an einem Fliegerhorst, den späteren Conn Barracks.
Die United States Army Air Forces (USAAF) erlitt in Luftkämpfen über der Stadt ihre größten Verluste. Insgesamt wurde in 15 größeren und sieben kleineren Luftangriffen die Stadt zu 40 % und das Industriegebiet zu 80 % zerstört, was als „Drittes Stadtverderben“ bezeichnet wird (siehe auch: Zweites Stadtverderben). Es gab jedoch, anders als in vielen anderen deutschen Städten, keinen Feuersturm.
Nach dem verheerenden Versagen der Luftabwehr bei der Operation Gomorrha im Sommer 1943 gegen Hamburg hatte die deutsche Luftwaffenführung ihren Widerstand gegen neue Waffen aufgegeben. Über Schweinfurt kamen erstmals in größerer Zahl Luft-Luft-Raketen zum Einsatz. Der erste Luftangriff der Alliierten erfolgte relativ spät wegen der Lage Schweinfurts in der deutschen Mitte und langen, gefährlichen Anflugwegen der alliierten Bomberverbände, ohne Begleitschutz von Jagdflugzeugen, der technisch bzw. logistisch nicht möglich war. Am 17. August 1943 begann der Luftkrieg über Schweinfurt, im Rahmen der Operation Double Strike der USAAF mit 376 Bombern. 36 Bomber wurden abgeschossen und 122 beschädigt.
Black Thursday
Der zweite Angriff am 14. Oktober 1943 führte die USAAF in eine Katastrophe, sie erlitt über Schweinfurt ihre größte Luftniederlage. Der Tag ging später als Black Thursday (Schwarzer Donnerstag) in die Geschichte der amerikanischen Luftwaffe ein. Von insgesamt 291 Bombern bei diesem Angriff verlor die 8. US-Luftflotte 77 B-17-Bomber und weitere 121 wurden so schwer getroffen, dass sie nicht mehr eingesetzt werden konnten. Unter den Bomberbesatzungen gab es mit 600 Toten weit mehr Opfer als unter der Zivilbevölkerung. Danach waren bei den alliierten Bomberbesatzungen Angriffe auf Schweinfurt gefürchtet. Die größten Angriffe fanden am 24. Februar und in der Nacht zum 25. Februar 1944 im Rahmen der Big Week mit insgesamt 1100 Bombern in drei Einzelangriffen statt, wobei die USAAF immer tagsüber und die Royal Air Force nachts ihre Angriffe flogen. Dabei wurden auch die Vororte Sennfeld und Grafenrheinfeld stärker zerstört.
Bei den Luftangriffen gab es unter der Zivilbevölkerung, ohne Zwangsarbeiter und Kriegsgefangene, 1079 Todesopfer. Schweinfurt gehörte zu den 56 deutschen Städten, in denen es Hochbunker gab. 1940 waren dort etwa 14 Bunker geplant (A 1 bis A 14), von denen zehn gebaut wurden. In ihnen gab es bei allen Luftangriffen kein Todesopfer.
Albert Speer schrieb 1969 über eine Begegnung mit Gauleiter Otto Hellmuth im März 1945:
„...erklärte der Gauleiter mit größter Selbstverständlichkeit, dass er zur Durchführung des Hitlerschen Erlasses die Zerstörung der Schweinfurter Kugellagerindustrie angeordnet habe [...] Ich wusste, dass der Gauleiter zu der Gruppe der Vernünftigen gehörte und forderte ihn daher auf, den Vernichtungsbefehl Hitlers nicht durchzuführen [...] Das alte, vielbewährte Argument, dass Hitler seinen Krieg ohne Kugellager nicht fortsetzen könne, tat endlich seine Wirkung. Der Gauleiter [...] war nicht bereit, die historische Schuld zu übernehmen, alle Siegesaussichten durch die Zerstörung der Schweinfurter Fabriken zunichte zu machen.“

## Seit 1945: Amerikaner in Schweinfurt

### US-Garnison Schweinfurt 1945–2014

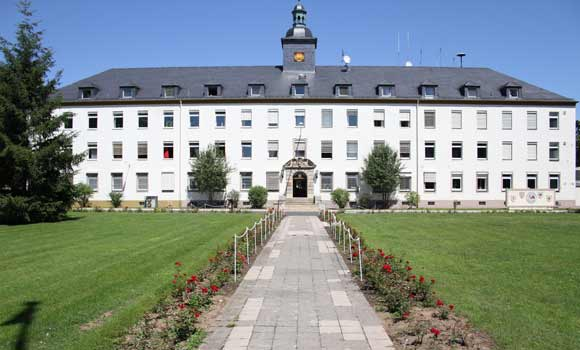
Hauptquartier der USAG Schweinfurt bis 2014

Am 11. April 1945 marschierte die 42. Division der 7. US-Armee von Westen und Südwesten in die Stadt ein, nachdem sie vorher zwei Tage lang von Artillerie beschossen wurde. Am nächsten Tag starb der amerikanische Präsident Franklin D. Roosevelt und die Amerikaner hielten noch am selben Tag in der Stadt eine große Trauerfeier vor der zerstörten Kilianskirche ab. Die Amerikaner besetzten sofort den Fliegerhorst an der Stadtgrenze, die späteren Conn Barracks, beschlagnahmten Ämter und Wohnhäuser, übernahmen die Panzerkaserne und nannten sie 1946
Ledward Barracks. Dort wurde auch das Hauptquartier der Garnison, das Headquarters der U.S. Army Garrison (USAG) Schweinfurt eingerichtet. Im Mai 1948 wurde das Amerika-Haus eröffnet. In den 1960er Jahren wurde der Standortübungsplatz am Brönnhof aufgebaut.
Im Kalten Krieg hatte die USAG Schweinfurt die höchste Konzentration von US-Kampf-Einheiten Westdeutschlands. In den 1950er Jahren wurde das amerikanische Wohnviertel Askren Manor und um 1990 das Offiziers-Wohnviertel Yorktown Village errichtet. Bis in die späten 1990er Jahre wurde sukzessive eine zivile Infrastruktur aufgebaut, die der einer amerikanischen Kleinstadt entsprach. Zeitweise umfasste die US-Militärgemeinde Schweinfurt 12.000 Menschen, darunter rund 5.000 Soldaten und über 7.000 Familienangehörige und Zivilangestellte. Infolge der Schließung vieler anderer deutscher US-Standorte wurden Bereiche nach Schweinfurt verlagert und dieser Standort wurde zu einem der größten Europas. Ab den 1990er Jahren wurden nochmals rund eine Milliarde US-Dollar in den Standort Schweinfurt investiert.

### Sozialer Wandel
Seit den 1990er Jahren veränderte sich das Bild gegenüber der herkömmlichen Vorstellung eines US-Standorts erheblich und die USAG Schweinfurt bekam zivileren Charakter. Die Wehrpflicht war bereits 1973 in den USA abgeschafft worden. Mit den Berufssoldaten kamen viele Familienangehörige, die schließlich in der Mehrheit waren. Zudem bemerkte man den sozialen Wandel in den USA hin zu einer multikulturelleren Gesellschaft mit mehr Farbigen, Latinos und Asiaten. Amerikaner brachten eine multikulturelle Bereicherung, mit einer im Vergleich zu anderen Städten exotischeren Veranstaltungs- und Diskothekenszene (siehe: Nachtleben). Zudem waren durch Globalisierung und subkulturellen Wandel in Mode und Lebensstil seit den 1990er Jahren Unterschiede zwischen jungen Amerikanern und Deutschen, insbesondere mit Migrationshintergrund, in der Stadt kaum mehr wahrnehmbar.

### US-Konversion
Am 2. Februar 2012 verkündete Schweinfurts Oberbürgermeister Sebastian Remelé nach einem Gespräch mit dem Oberkommandierenden der US-Streitkräfte in Europa Mark Hertling, dass die US-Army die Garnison in Schweinfurt vollständig auflösen werde, da durch die Umstrukturierung der US-Streitkräfte eine Verlagerung von schweren Truppenteilen aus Europa zurück in die USA stattfand. Die dadurch freiwerdenden Liegenschaften gingen, mit kleinen Ausnahmen, in den Besitz der Bundesanstalt für Immobilienaufgaben (BImA) über. Die US-Konversion in Schweinfurt zählt aufgrund der Größe zu den fünf bedeutendsten Projekten der Bundesanstalt in Deutschland. Die US-Armee verließ am 19. September 2014 Schweinfurt mit der feierlichen Einholung der Flaggen in den Ledward Barracks. Die USAG Schweinfurt umfasste Areale von 29 km² mit unterschiedlichen Gebäuden: Hangars, Lagerhallen, Wohnanlagen, Einfamilienhäusern, Schulen, Kirchen, Kliniken, Kaufhäusern, Tankstellen, Kino, Bowlingcenter, Veranstaltungs- und Sporthallen.
Am 26. Februar 2015 erwarb die Stadt von der BImA die Ledward Barracks, mit einer Fläche von 26 ha. Vom Juli 2015 bis 2019 war dort u. a. eine Erstaufnahmeeinrichtung für Asylbewerber untergebracht, die durch ein Ankerzentrum in den Conn Barrack in der Vorortgemeinde Niederwerrn ersetzt wurde, das maximal bis 2025 bestehen soll. Die Ledward-Kaserne wird derzeit (2018) als neuer Stadtteil Carus-Park umgebaut. Hauptnutzer wird die Hochschule für angewandte Wissenschaften Würzburg-Schweinfurt (FHWS), mit einem Internationalen Hochschulcampus, dem i-Campus Schweinfurt. Am 29. Februar 2016 erwarb die Stadt von der BImA drei weitere Konversionsflächen von insgesamt 48 ha: die ehemalige US-Wohnsiedlung Askren Manor zur Entwicklung des neuen Stadtteils Bellevue, die ehemalige US-Offizierssiedlung Yorktown Village, deren Doppelhäuser 2016 unter 800 Interessenten verlost wurden, und das Kessler Field, wo in die ehemalige US-High School 2016 die International School Mainfranken einzog. Die im Stadtgebiet liegenden Bereiche der Heeresstraße wurden der Stadt Schweinfurt von der BImA mit übertragen. Damit hatte die Stadt insgesamt etwa 94 % der ehemaligen US-Areale auf Stadtgebiet erworben. Der außerhalb des Stadtgebietes liegende Standortübungsplatz Brönnhof mit 26 km² drittgrößter Übungsplatz der US Army in Europa, wurde 2016 das flächengrößte Nationale Naturerbe Bayerns.
2016 wurde der endgültige Schlusspunkt in die 71-jährige Nachkriegsgeschichte der Stadt gesetzt.

### Schweinfurt im Spiegel der Weltgeschichte
Im Zweiten Weltkrieg erlitten die Amerikaner über Schweinfurt ihre größte Luftniederlage (siehe: Schweinfurt, Zweiter Weltkrieg). Der Kalte Krieg war im westlichen Stadtgebiet deutlich vernehmbar, da der örtliche Standort die höchste Konzentration von US-Kampf-Einheiten Westdeutschlands besaß. Nach dem Fall des Eisernen Vorhangs und dem vermeintlichen Ende der Geschichte änderte sich die Situation grundlegend. In den Ledward Barracks wurden die Kontrollen ganz aufgehoben und auch jeder Deutsche konnte die zivilen amerikanischen Einrichtungen frei nutzen (Lokale, Kino usw., außer PX).

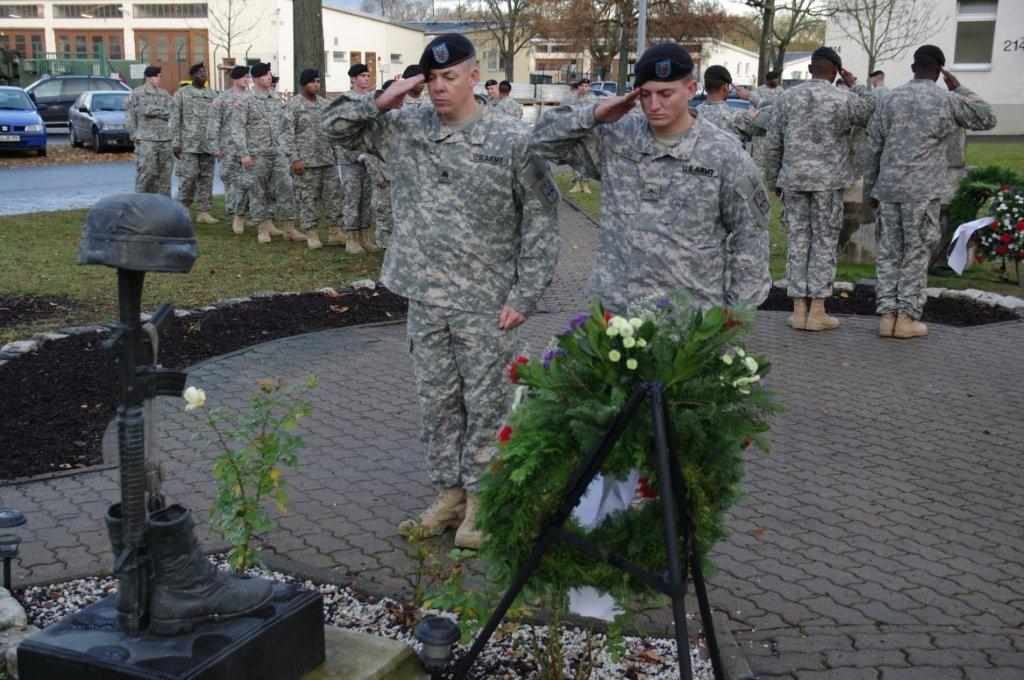
Ledward Barracks: Soldaten am Fallen Soldier Memorial 2011

Die Terroranschläge am 11. September 2001 veränderten die Lage schlagartig. Um alle US-Einrichtungen einschließlich der amerikanischen Wohnviertel wurden Sperranlagen mit massiven Checkpoints (Security Gates) errichtet. Das Deutsch-Amerikanische Volksfest wurde eingestellt (siehe auch: U.S. Army Garrison Schweinfurt, 11. September 2001).
Viele in Schweinfurt stationierte US-Soldaten wurden in Kriege eingezogen: von der 3rd Infantry Division 1990 und 1991 in den Irak und nach Kuwait und von einer späteren Division in den Irakkrieg 2003. In den Conn Barracks wurden Panzer für die Kriege auf die Bahn verladen. In Schweinfurt stationierte Soldaten fielen in den Kriegen. Im Westen der Stadt sah man im völlig ungewohnten Bild Kriegsverwundete US-Soldaten auf Krücken.
Auch außerhalb der USAG Schweinfurt widerspiegelte sich das Weltgeschehen in der Stadt: Als Folge der Nuklearkatastrophe von Fukushima 2011 wurde das Kernkraftwerk Grafenrheinfeld unweit der Stadtgrenze vorzeitig im Jahre 2015 abgeschaltet. Infolge des Bürgerkriegs in Syrien entstand eine Erstaufnahmeeinrichtung (siehe: US-Konversion).

## Seit 1945: Deutsche Geschichte
Die Stadtgeschichte zwischen dem Zweiten Weltkrieg und der Gegenwart verlief sehr strukturiert mit drei Oberbürgermeister(innen), die jeweils 18 Jahre im Amt waren. Der erste Oberbürgermeister prägte die Nachkriegszeit, der zweite eine Zwischenphase mit neuen Herausforderungen und die dritte führte die Stadt zu ungeahnten Ufern.

### Die Ära Wichtermann 1956–1974
Ein schneller, planmäßiger Wiederaufbau der Stadt war auf Grund des Zerstörungsgrades von 40 bis 45 % nicht nötig, sondern er zog sich über mehrere Stilepochen hin, sogar heute (2018) werden noch letzte Baulücken geschlossen. So blieb Schweinfurt ein tristes Nachkriegs-Stadtbild erspart (siehe: #Die Ära Wichtermann 1956–1974), im Gegensatz zum benachbarten Würzburg oder beispielsweise zu Hanau, Heilbronn, Hildesheim oder Pforzheim.
Wie viele andere westdeutschen Städte erlebte auch Schweinfurt in den 1950er und 1960er Jahren ein beispielloses Wirtschaftswunder und die Großindustrie boomte. Um dem Arbeitskräftemangel entgegenzuwirken, wurden ab 1960 Südeuropäer vorwiegend aus Süditalien und später aus dem östlichen Anatolien als Gastarbeiter angeworben.

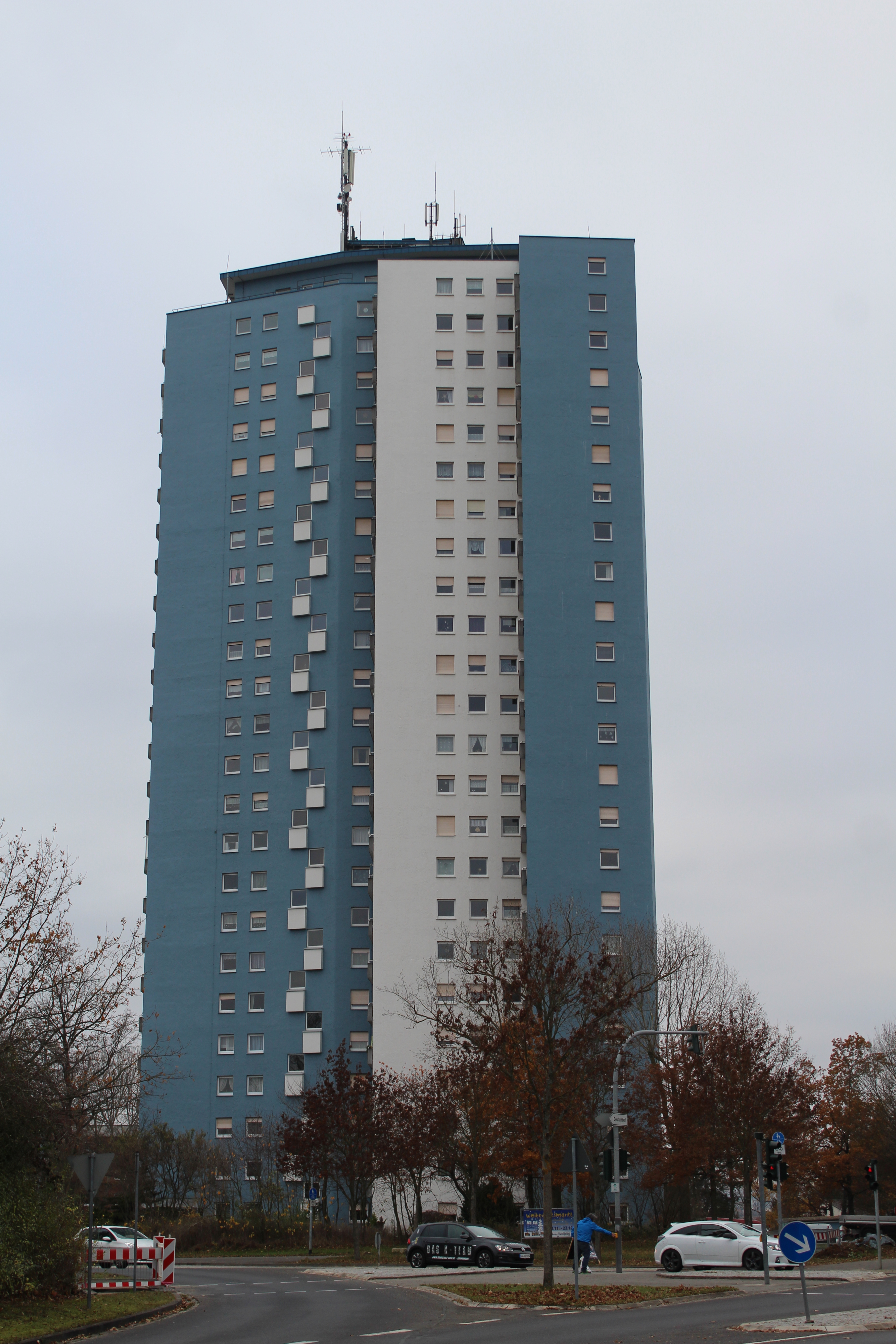
Blaues Hochhaus (1964)

Die meisten Bauprojekte der Nachkriegszeit wurden unter der Ägide des Oberbürgermeisters Georg Wichtermann (SPD), in der von der SPD mit absoluter Mehrheit regierten Stadt verwirklicht. Zahlreiche neue Stadtteile entstanden: Bergl (ab 1950), Musikerviertel-West (ab 1950), Steinberg (ab 1955), Hochfeld (ab 1956), Haardt (ab 1972) und Deutschhof (ab 1972). 1964 wurde zeitgleich zum SKF-Verwaltungshochhaus (Bild siehe Artikelanfang) das sogenannte Blaue Hochhaus, ebenfalls von der SKF, fertiggestellt. Mit 25 Geschossen anfangs das höchste Wohnhochhaus Deutschlands und mit 73 m höher als das bis dahin höchste fertiggestellte Hochhaus in Frankfurt am Main. Nach 1973 wurden keine Wohnhochhäuser mehr gebaut. Durch den Sprung über den Main (ab 1963) entstanden südlich des Mains der Gewerbepark Hafen-Ost und das neue Industriegebiet Hafen-West.
Die Infrastruktur wurde ausgebaut: Neues Rathaus (ab 1954–58, unter Denkmalschutz), neuer Volksfestplatz (1958), Sommerbad (1958), Friedrich-Rückert-Bau mit Volkshochschule und Stadtarchiv (1962), Mainhafen (1963), Theater der Stadt Schweinfurt (1966, unter Denkmalschutz), Fachhochschule Würzburg-Schweinfurt (1971) und Bildungszentrum-West (1974).

### Die Ära Petzold 1974–1992
Nach dem Wiederaufbau und den Boomjahren stand die Zeit unter den Zeichen von Ölkrise und Rezessionen, mit Stellenabbau in der örtlichen Großindustrie. In der Stadt gab es trotz weiterhin positiver Wanderungsbilanz einen Einwohnerrückgang infolge eines enormen Geburtendefizits wie überall in Deutschland. Diese Zwischenzeit in der Stadtentwicklung stand unter der Ägide des Oberbürgermeisters Kurt Petzold (SPD) und wurde von Konsolidierung geprägt.
1979 begann die Altstadtsanierung, zunächst im Alten Gewerbeviertel, als Anfangspunkt einer noch andauernden 40 Jahre langen Umgestaltung der Stadt mit erfolgtem Imagewandel, von der Grauen-Maus-Industriestadt zur Stadt hoher Lebensqualität. 1981 wurde das große städtische Klinikum Leopoldina-Krankenhaus eröffnet, 1982 die bisherige, historische Fußgängerzone Kesslergasse mit der Spitalstraße erweitert, ab 1984 der neue Stadtteil Eselshöhe aufgebaut, ab 1988 die Stadtmauer restauriert und ab 1990 das Gemeinschaftskraftwerk Schweinfurt (GKS) errichtet.
Gesellschaftliche Umbrüche

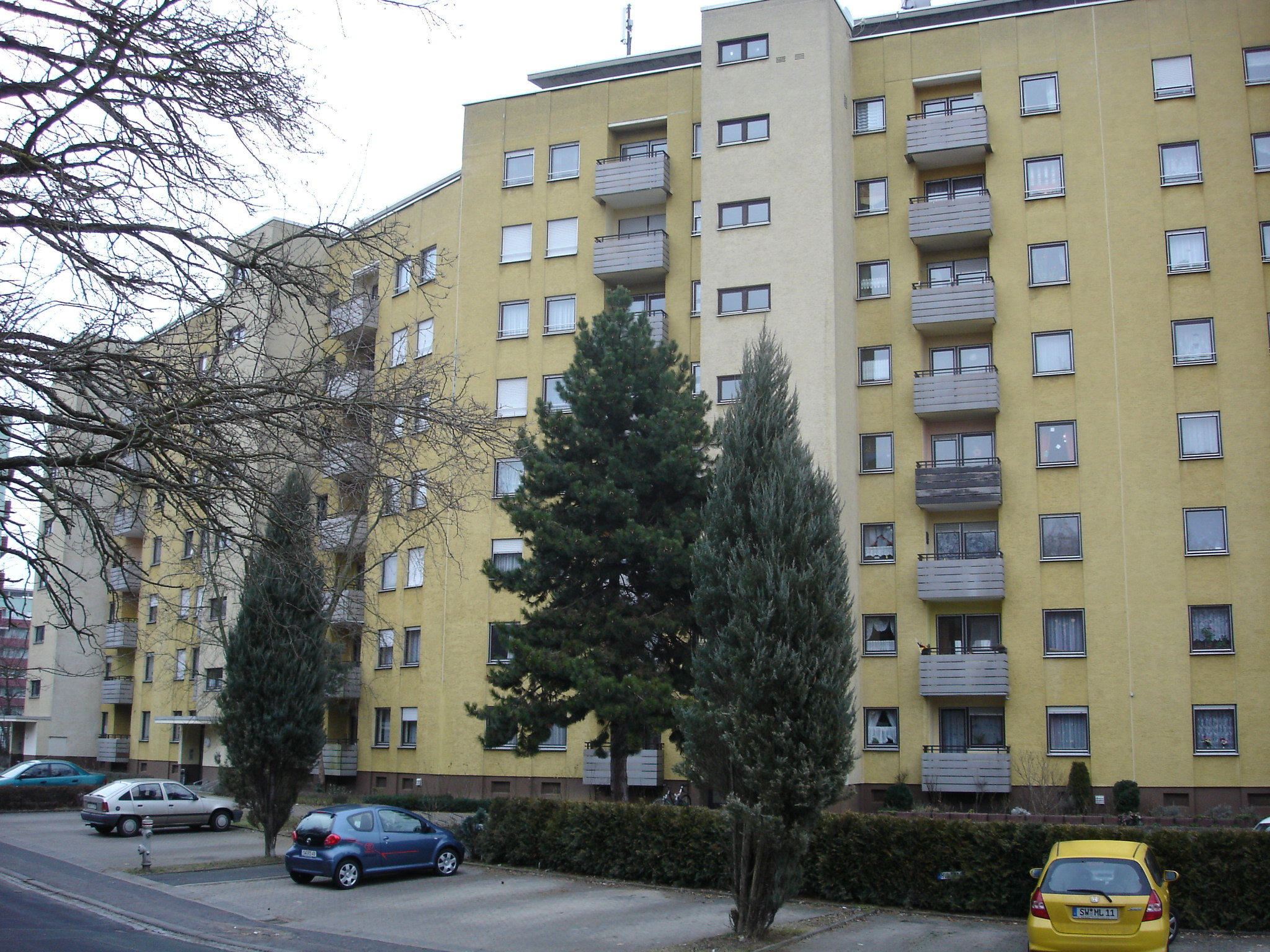
Wohnanlage am Deutschhof, 1975 für deutsche Familien erbaut, später von Amerikanern bewohnt (bis 2014)

Seit den 1970er Jahren verließen viele jüngere Familien und auch alteingesessene Bürger die engen politischen Grenzen der Stadt und zogen in die Vororte, wodurch ein Speckgürtel entstand. Die Entwicklung neuer Wohngebiete verlagerte sich im Zuge der Suburbanisierung aus der Kernstadt in die Vororte. Die Kernstadt wurde zunehmend von Segregation bestimmt, im Zusammenspiel mit abnehmender deutscher Bevölkerung infolge der Demografie. In den innerstädtischen und westlichen Wohngebieten, die nicht mehr den neuen, gehobenen Ansprüchen entsprachen, fand vielfach ein Bevölkerungsaustausch statt. Migranten zogen in freiwerdende, preiswerte Wohnungen und es kam zu keinen Leerständen. Dadurch entstanden neben den bürgerlichen Vierteln im Norden und Osten der Stadt durch Ethnizität geprägte Viertel im Westen, so türkisch-muslimische Quartiere (z. B.. Gründerzeitviertel) oder als Ausnahme im bürgerlichen Nordosten, ein russlanddeutsches Quartier im Kern des Deutschhofs. Dazu kamen amerikanische Viertel und Wohnanlagen (siehe: Amerikaner in Schweinfurt). Es entstanden dadurch Viertel unterschiedlicher Ethnie wie in sehr großen Städten. Städtische Hinweistafeln waren seit den 1990er Jahren im Stadtgebiet viersprachig: deutsch, englisch, türkisch und russisch. Die Heilmannstraße aus den frühen 1950er Jahren am südlichen Bergl verkam zum Ghetto und wie manche andere Orte zur No-go-Area und wurde schließlich komplett abgerissen und neu beplant.
Obwohl die Zahl der Türken innerhalb der engen Stadtgrenzen auf 3000 anstieg, bildeten sie im Gegensatz zu vielen anderen größeren deutschen Städten nur die drittgrößte ethnische Gruppe nach Amerikanern und Russlanddeutschen. Heute liegt der Anteil der Menschen mit Migrationshintergrund in der Kernstadt bei fast 50 %. Sie steht in einem beispiellosen Gegensatz zum Speckgürtel und dem weiteren Umland, das bürgerlicher als vielerorts geprägt ist und ein Zentrum fränkischen Brauchtums und Tradition darstellt.

### Die Ära Grieser 1992–2010
In der von der SPD dominierten Stadt gelang es der CSU 1992 erstmals den Oberbürgermeister zu stellen mit der politisch unverbrauchten Quereinsteigerin Gudrun Grieser, die erst kurz vor ihrer Wahl in die CSU eingetreten war. Der damalige bayerische Ministerpräsident Edmund Stoiber (CSU) begleitete diesen historischen Machtwechsel fördernd. Als Gegenmaßnahme zur schweren Krise der Großindustrie um 1992 (siehe: #Die Ära Grieser 1992–2010) stärkte der Freistaat Bayern den Dienstleistungssektor. Teile des Bayerischen Landessozialgerichts und des Bayerischen Landesamtes für Statistik wurden von München nach Schweinfurt verlegt.
Während der Amtszeit Griesers stabilisierte sich ab Mitte der 1990er Jahre die wirtschaftliche Lage, 4500 neue Industriearbeitsplätze und rund 6000 Jobs im Dienstleistungsbereich entstanden, was schließlich bis zur Weltwirtschaftskrise 2009 in eine Boom-Phase von 2005 bis 2008 mündete. Die Gewerbesteuereinnahmen stiegen auf Rekordhöhe und die Stadt konnte Rücklagen im zweistelligen Millionenbereich anlegen.

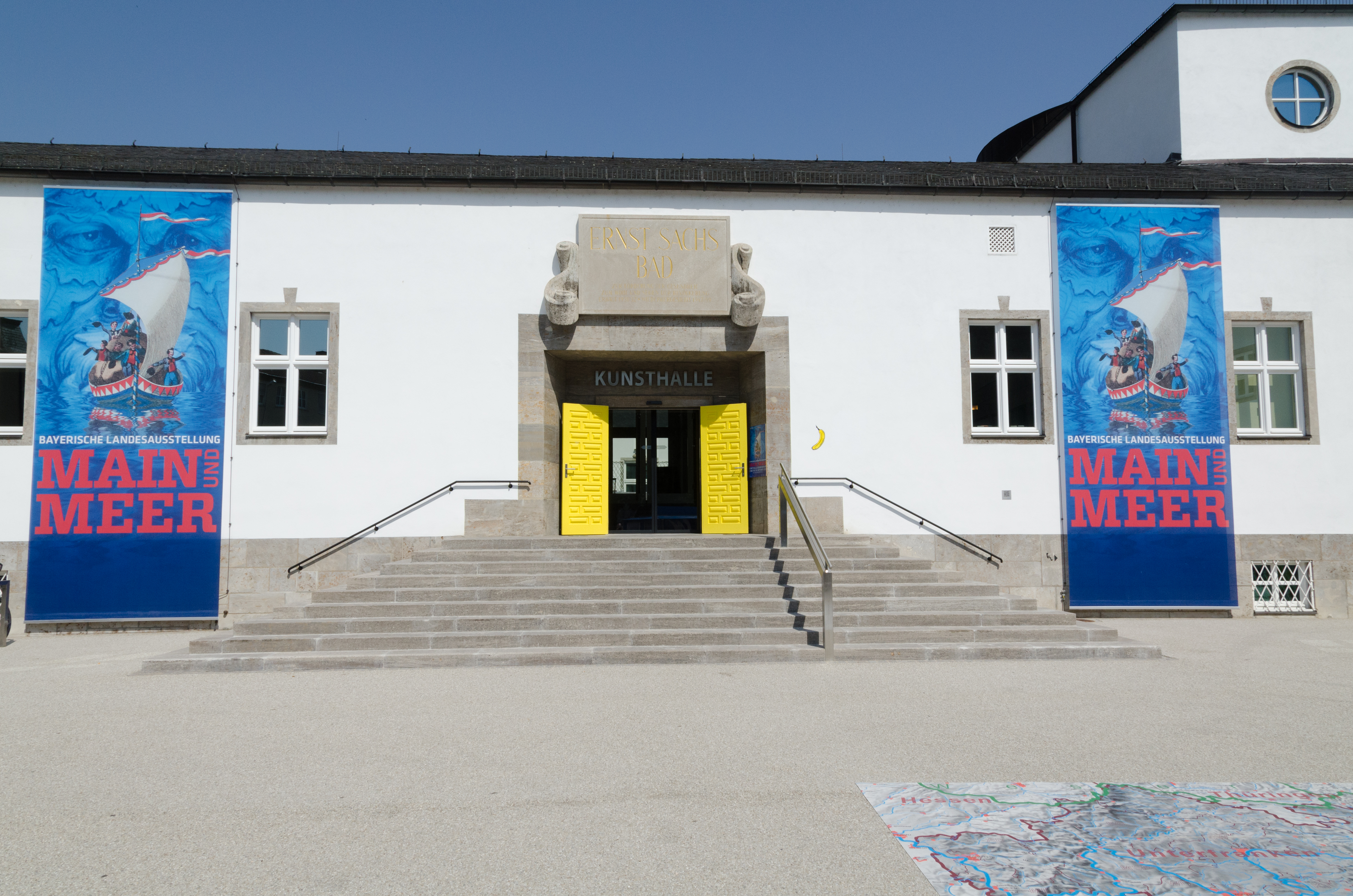
Kunsthalle Schweinfurt (1933/2009)

In der Grieser-Ära wurde das neue Motto der Stadt Industrie und Kunst entwickelt. Sehr viele Projekte in Zusammenarbeit mit dem damaligen Baureferenten Jochen Müller (SPD) gaben der Stadt ein neues Gesicht, setzten in der Architektur neue, überregional beachtete Zeichen und wurden mit zahlreichen Architekturpreisen honoriert, was einen Imagewandel der Stadt zur Folge hatte.
In der Ära Grieser wurden folgende Projekte verwirklicht: das Gründer-, Innovations- und Beratungszentrum Schweinfurt (GRIBS) (1994), der neue Industrie- und Gewerbepark Maintal (ab 1995), die neue Anschlussstelle Nr. 6 Schweinfurt-Hafen der A 70, der umgestaltete Roßmarkt (1997), die Fahrzeugakademie (1998), das Bayerische Landesamt für Statistik (1998), das Museum Georg Schäfer (2000), die Zweigstelle des Bayerischen Landessozialgerichts (2000), das Konferenzzentrum Maininsel (2004), die Restaurierung der Schweinfurter Stadtmauer Am Unteren Wall, die Stadtbücherei im Ebracher Hof (2007), die Kunsthalle Schweinfurt (2009), die Stadtgalerie Schweinfurt (2009), die Umgestaltung der Weststadt (2009), der Gesundheitspark Schweinfurt (ab 2009), der Campus 2 der Hochschule für angewandte Wissenschaften, der DB-Halt Schweinfurt-Mitte, das Jugendgästehaus (2009) und der erste Abschnitt der Umgestaltung des Mainufers östlich der Maxbrücke (2010).
Die Ära Grieser blieb stadtbildprägend wie keine andere Epoche seit dem Wiederaufbau nach dem Krieg und veränderte das Stadtimage nachhaltig.

### Gegenwart
Unter dem neuen Oberbürgermeister Sebastian Remelé (CSU, seit 2010) stiegen 2013 die Gewerbesteuereinnahmen auf eine neuerliche Rekordmarke von 60,462 Millionen Euro netto. Die Stadt konnte höhere Rücklagen ansparen. Diese werden derzeit für das Großprojekt der US-Konversion eingesetzt (siehe: US-Konversion).

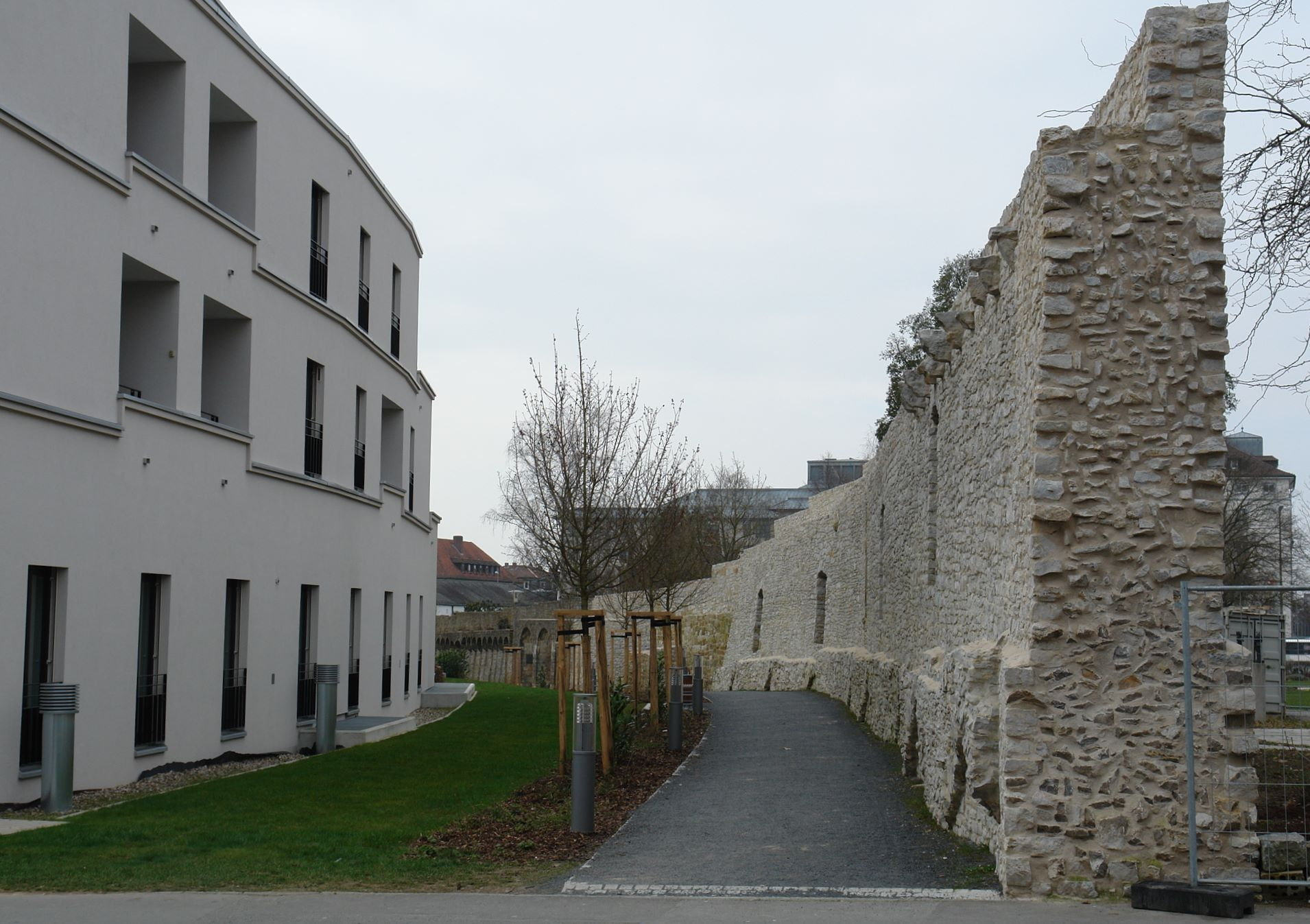
Neue Hadergasse (2014)
an der Stadtmauer am Neutor

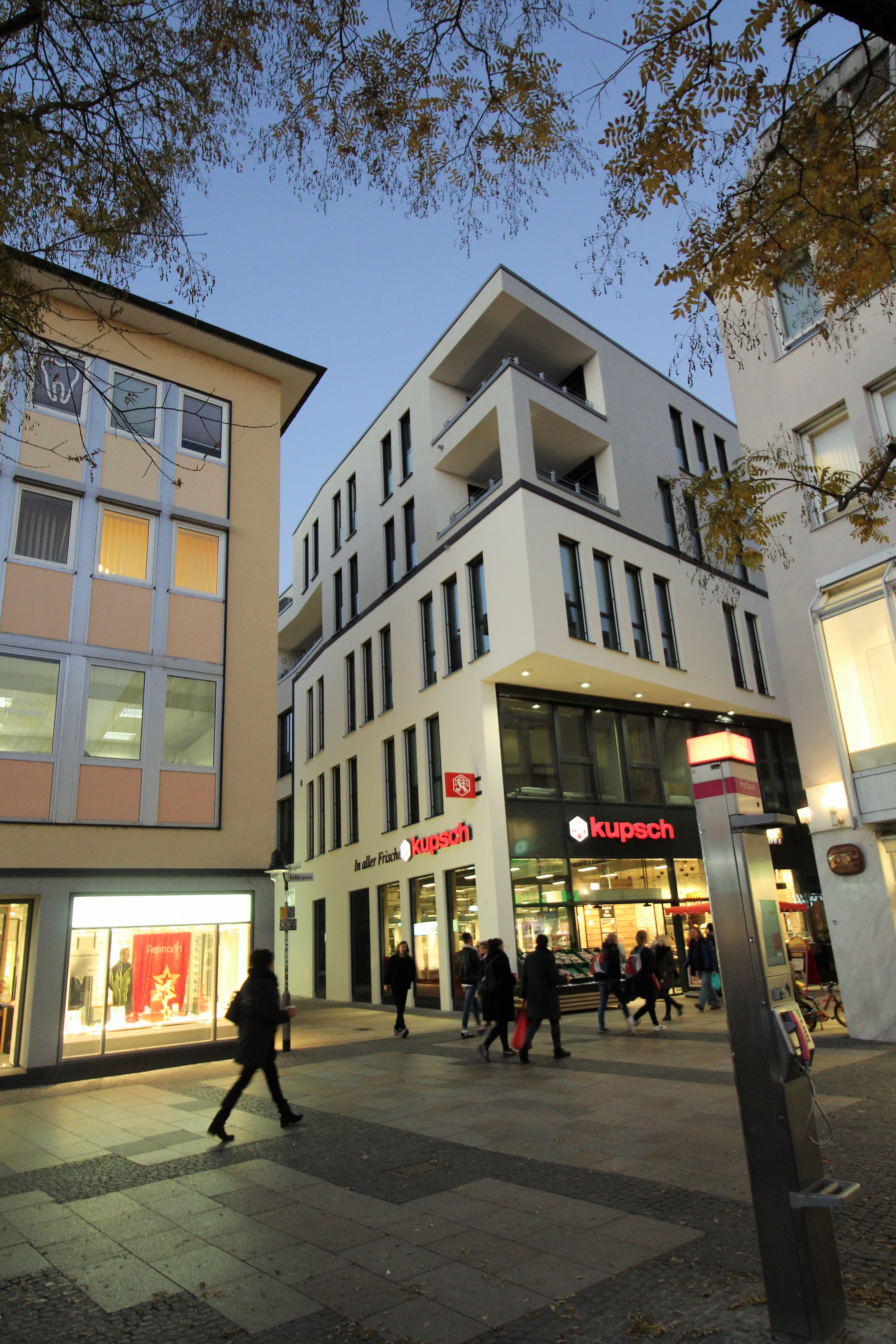
Krönlein-Karree (2017)

Daneben wurde 2014 die Neue Hadergasse auf einer großen Baulücke aus dem Zweiten Weltkrieg verwirklicht, ein auf den Sockel einer neuen Tiefgarage aufgesetztes Geschäfts- und Wohnquartier an der westlichen Stadtmauer, mit einem Hotel. Zudem wurde anstelle eines abgerissenen Komplexes aus den 1950er Jahren das 'Krönlein-Karree am Georg-Wichtermann-Platz 2017 fertiggestellt als Eingangstor von der City in die Altstadt. Die Riedel-Höfe und die Luitpold-Terrassen im Gründerzeitviertel und der Wohnkomplex An den Brennöfen im Altstadtquartier Fischerrain wurden als nahezu letzte große kriegsbedingte Lückenschlüsse 2019 fertiggestellt. Somit war 74 Jahre nach dem Zweiten Weltkrieg, mit Ausnahme einer größeren Brachfläche in der Hadergasse in der Altstadt, der Wiederaufbau der Stadt endgültig abgeschlossen.
Weitere Großprojekte sind derzeit in Planung, so die Neuordnung städtischer Museen durch das Kulturforum Martin-Luther-Platz. Die Landesgartenschau 2026 war umstritten und wurde abgesagt.

## Sonstiges

### Wüstungen
Innerhalb des heutigen Stadtgebietes sind mehrere Wüstungen bezeugt. Südlich des Mains auf Oberndorfer Gemarkung lag in der Nähe des Bahnhofs Schweinfurt-Sennfeld das im 16. Jahrhundert untergegangene Dorf Leinach. Nur wenige hundert Meter mainabwärts befand sich Schmalfeld, das im 13. Jahrhundert aufgegeben wurde. Am südlichen Rand des Stadtgebiets am Schwebheimer Wald befindet sich die Wüstung Schmachtenberg. Nachdem Schmachtenberg im 15. Jahrhundert aufgegeben worden war, siedelten sich die Bewohner wohl am sogenannten Senftenhof an, der noch bis ins 17. Jahrhundert bestand. An der Straße von Schweinfurt nach Niederwerrn, in der Nähe der Ansiedlung An der Schussermühle, die seit 1830 Bellevue genannt wird, lagen einst die Ortschaften Affeltrach und Hilpersdorf. Hilpersdorf wurde in der Urkunde vom 29. Juni 1282 in einem Streit zwischen dem Deutschen Orden und der Reichsstadt Schweinfurt erwähnt. Die Stadt Schweinfurt erwarb es 1437. Im Dreißigjährigen Krieg wurde das Dorf zerstört. 1661 verschwand als letzter Rest die Kirchenruine.

### Eingemeindungen und Revisionen

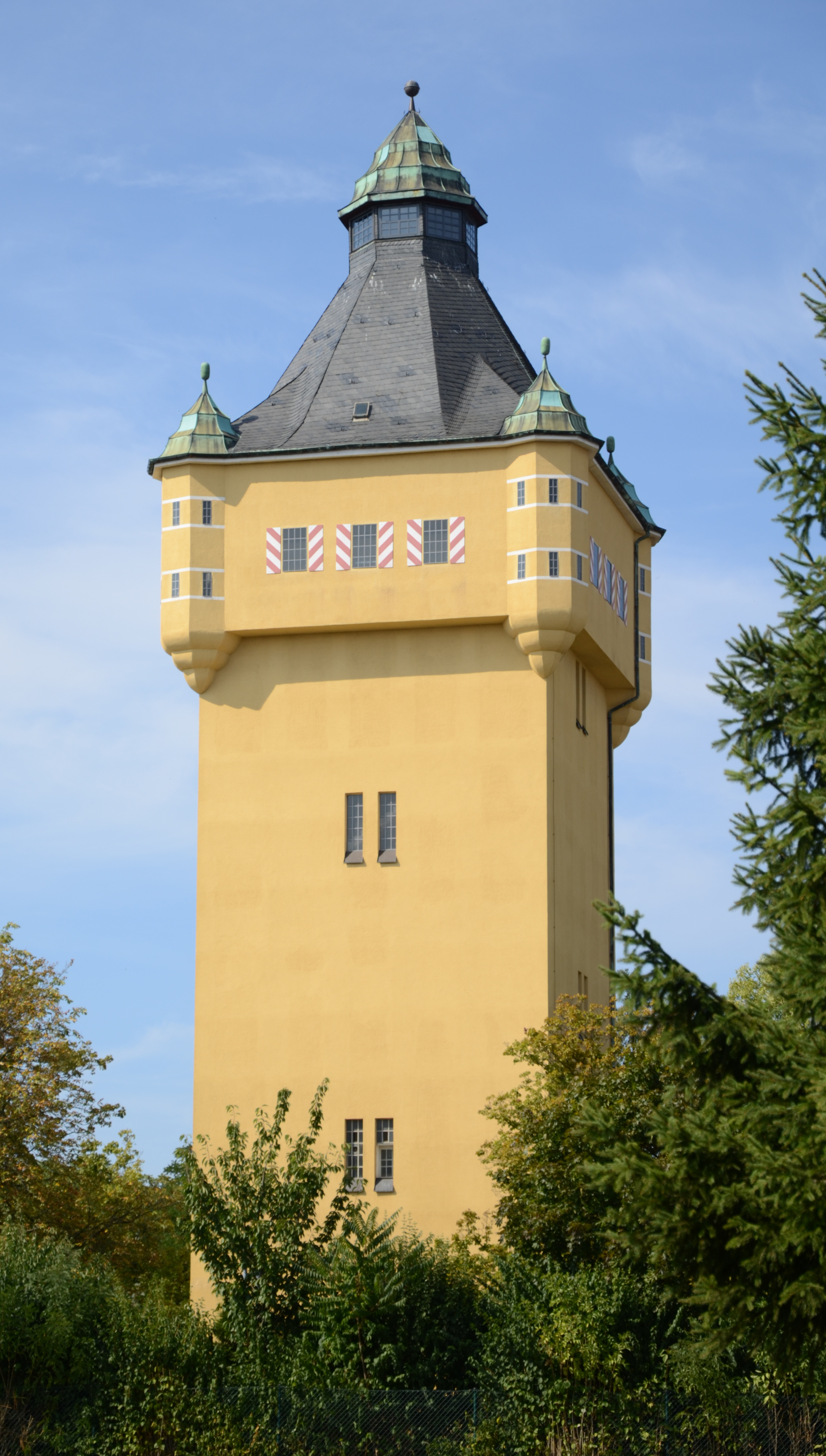
Oberndorfer Wasserturm am Bergl

1436/37 kamen die Dörfer Oberndorf, Zell und Weipoltshausen und 1620 Madenhausen zur Reichsstadt Schweinfurt (siehe Aufbau eines Territoriums). Als 1802 durch den Reichsdeputationshauptschluss Schweinfurt an Bayern kam, wurde der Stadtstaat aufgelöst und alle vier Dörfer aus dem Stadtgebiet ausgegliedert.
Am 1. Dezember 1919 wurde Oberndorf wieder eingemeindet. Die Oberndorfer Gemarkung grenzt an die Innenstadt (Landwehrstraße) und umfasst neben dem Altort auch den Hauptbahnhof, den Stadtteil Bergl und den weitaus größten Teil des heutigen Stadtgebietes südlich des Mains. 1919 lag der größte Teil der Großindustrie auf Oberndorfer Gemarkung und heute liegt auf ihr die gesamte Schweinfurter Großindustrie, mit Ausnahme des Verwaltungshochhauses der SKF. Oberndorf wurde eingemeindet, da es die Wasserversorgung der Industrie trotz des Baus eines großen Wasserturms (1911) nicht mehr gewährleisten konnte.
Bei der bayerischen Gebietsreform hatte die Staatsregierung die Eingemeindungen der Vororte Dittelbrunn, Niederwerrn und Sennfeld bereits beschlossen. Auf Anordnung von Staatssekretär Erwin Lauerbach wurde der Beschluss wieder rückgängig gemacht. Da die Stadt keine Erweiterungsflächen für ihre im Süden liegende Großindustrie hatte, musste Grafenrheinfeld ein unbesiedeltes, 2,4 km² großes Gebiet am 1. Mai 1978 an die Stadt Schweinfurt abtreten. Es ist der südliche Teil des heutigen Industrie- und Gewerbeparks Maintal. Schweinfurt wurde dadurch zur flächenkleinsten kreisfreien Stadt Deutschlands, während die Stadt bei der Bevölkerungsdichte mit 1.477 Einwohnern pro km² (2016) auf Rang 44 der insgesamt 110 kreisfreien Städte liegt und dichter besiedelt ist als 30 Großstädte. Statistisch ist Schweinfurt deshalb nicht mit anderen deutschen Städten zu vergleichen, da nahezu sämtliche Werte verzerrt sind. In überregionalen Medien ist dieser Umstand unbekannt, weshalb meist falsche Rückschlüsse aus den örtlichen Statistiken gezogen werden. Beispielsweise wird nicht das bekanntermaßen von Rentnern bevorzugte benachbarte Bad Kissingen als Stadt mit den meisten deutschen Seniorenhaushalten benannt, sondern Schweinfurt, mit einem Anteil von 53 %.
Siehe auch: Einwohnerentwicklung von Schweinfurt

### Ortsname
Der lateinische Name Porcivadum entspricht einer für Schweine gangbaren Furt. Der aus der Stadt stammende Humanist Johannes Cuspinian führt den Namen auf eine Furt für Schweine zurück. In Folge späterer Erkenntnisse wurde diese einfache Namensableitung jedoch immer unwahrscheinlicher (siehe: Herkunft des Stadtnamens).

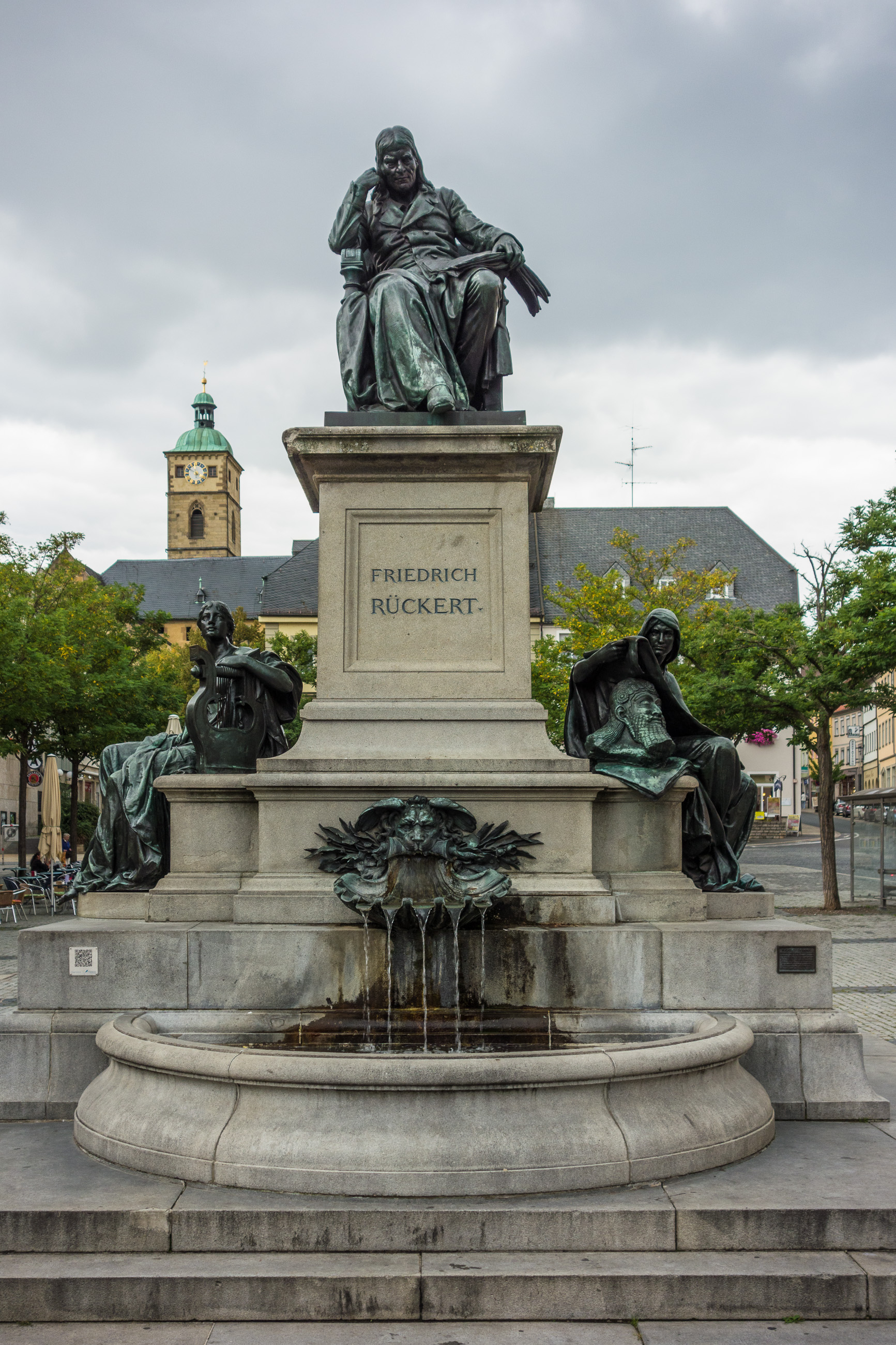
Rückert-Denkmal (1890)
auf dem Marktplatz

Friedrich Rückert kommentierte den Namen seiner Geburtsstadt in seinem Jugendgedicht Der Besuch in der Stadt:
„Hättest Mainfurt, hättest Weinfurt,
Weil du führest Wein,
Heißen können, aber Schweinfurt,
Schweinfurt sollt es sein.“
Jahrzehnte später kam er darauf zurück mit dem folgenden Gedicht, mit dem er dem ihm aus Erlanger Zeit verbundenen und ab 1862 in Schweinfurt wirkenden Gymnasialprofessor Karl Bayer (1806–1883) für dessen Glückwünsche zu seinem fünfundsiebzigsten Geburtstag am 16. Mai 1863 dankte:
„Am sechszehnten Mai ist Glorie volle der Maien,
Am siebzehnten bereits neigt er dem Ende sich zu.
Am sechszehnten hat er noch einige Stufen zu steigen
Bis zum Gipfel hinan, Stufen mit Rosen bestreut.
Vor und nachher im Mai sind andere Dichter geboren,
Am sechszehnten allein glaub’ ich geboren zu seyn.
Rühmt’ ich eines, so rühm’ ich ein anderes: nicht nur geboren
Bin ich in Mitte des Mai’s, auch in der Mitte des Mains.
Vom Jean Paulschen Bayreuth bis hinan zum Goetheschen Frankfurt
Ist er in Mitte des Laufs, wo mich geboren der Main.
Mainfurt sollte deswegen genannt seyn meine Geburtsstadt;
Weinfurt ist sie genannt ohne den Zischer davor.“

## Sonstiges

### Frühester gedruckter Puppenspieltext
Der Figurenspieler Balthasar Klein aus Joachimsthal besuchte 1582 die Stadt und ließ dort den Text Ein lustiges auch kurtzes und nicht minder nutzes Spiel von der Bußpredigt Jone des Propheten zu Niniue drucken. Diese Schrift ist der älteste gedruckte Puppenspieltext und für die Theaterforschung von großer Bedeutung. Das einzige erhaltene Exemplar wurde in der Bibliothek der Universität Krakau wieder aufgefunden.